# Tour de Suisse 2000
La 64e édition du Tour de Suisse a lieu du 13 juin au 22 juin 2000. La course se déroule sur un format de dix étapes, au départ de Uster dans le Canton de Zurich.

## Présentation

### Équipes
17 équipes participent à ce Tour de Suisse. On retrouve treize équipes de 1re division et quatre équipes de deuxième division :
| Groupes sportifs I (13)- Cofidis-Le Crédit par Téléphone - Deutsche Telekom - Fassa Bortolo - La Française des jeux - Lampre-Daikin - Liquigas-Pata - Lotto-Adecco - Mapei-Quick Step - Mercatone Uno-Albacom - Polti - Rabobank - Vini Caldirola-Sidermec - Saeco-Valli & Valli Groupes sportifs II (4)- Gerolsteiner - Mercury-Mannheim Auctions - Phonak Hearing Systems - Post Swiss Team |
| |

## Étapes
| Étape     | Date    | Villes étapes                | type                         | Distance (km) | Vainqueur d'étape   | Leader du classement général |
| --------- | ------- | ---------------------------- | ---------------------------- | ------------- | ------------------- | ---------------------------- |
| 1re étape | 13 juin | Uster – Uster                | contre-la-montre par équipes | 24            | Deutsche Telekom    | Steffen Wesemann             |
| 2e étape  | 14 juin | Uster – Rheinfelden          | étape de plaine              | 197           | Fred Rodriguez      | Markus Zberg                 |
| 3e étape  | 15 juin | Rheinfelden – Fribourg       | étape vallonnée              | 182           | Wladimir Belli      | Michael Boogerd              |
| 4e étape  | 16 juin | Fribourg – Verbier           | étape de moyenne montagne    | 156           | Pascal Hervé        | Pascal Hervé                 |
| 5e étape  | 17 juin | Sierre – Sierre              | contre-la-montre individuel  | 30            | Raivis Belohvoščiks | Jan Ullrich                  |
| 6e étape  | 18 juin | Ulrichen – Ulrichen          | étape de montagne            | 103           | Eddy Mazzoleni      | Jan Ullrich                  |
| 7e étape  | 19 juin | Locarno – Lugano             | étape de plaine              | 171           | Marco Fincato       | Jan Ullrich                  |
| 8e étape  | 20 juin | Locarno – La Punt Chamues-ch | étape de montagne            | 170           | Stefano Garzelli    | Oscar Camenzind              |
| 9e étape  | 21 juin | Saint-Moritz – Arosa         | étape de montagne            | 150           | Francesco Secchiari | Oscar Camenzind              |
| 10e étape | 22 juin | Herisau – Baden              | étape de plaine              | 175           | Stefano Zanini      | Oscar Camenzind              |

## Classement par étapes

### 1reétape
La première étape de cette édition se déroule sous la forme d'un contre-la-montre par équipes de 24,6 kilomètres dans la ville d'Uster dans le Canton de Zurich. Elle voit la victoire de l'équipe Allemande Deutsche Telekom devant l'équipe Néerlandaise Rabobank et l'équipe Belge Mapei-Quick Step.
Au classement général, c'est donc l'équipe allemande qui accumule les huit premières places du classement, avec en leader Steffen Wesemann devant Jens Heppner et le Kazathstanais Alexandre Vinokourov.
| \| Classement de l'étape \| Classement de l'étape \| Classement de l'étape \| Classement de l'étape \| Classement de l'étape \| \| Coureur \| Coureur \| Pays \| Équipe \| Temps \| \| --------------------- \| ------------------------------- \| --------------------- \| --------------------- \| --------------------- \| \| 1re \| Deutsche Telekom \| \| \| 26 min 30 s \| \| 2e \| Rabobank \| \| \| + 5 s \| \| 3e \| Mapei-Quick Step \| \| \| + 11 s \| \| 4e \| Gerolsteiner \| \| \| + 12 s \| \| 5e \| Post Swiss Team \| \| \| + 19 s \| \| 6e \| Polti \| \| \| + 21 s \| \| 7e \| Lampre-Daikin \| \| \| + 23 s \| \| 8e \| Cofidis-Le Crédit par Téléphone \| \| \| + 34 s \| \| 9e \| La Française des jeux \| \| \| + 35 s \| \| 10e \| Mercury-Mannheim Auctions \| \| \| + 45 s \| |                                 |      |        |             |
| |                                 |      |        |             |
| |                                 |      |        |             |
| Classement de l'étape |                                 |      |        |             |
| Coureur | Coureur                         | Pays | Équipe | Temps       |
| 1re | Deutsche Telekom                |      |        | 26 min 30 s |
| 2e | Rabobank                        |      |        | + 5 s       |
| 3e | Mapei-Quick Step                |      |        | + 11 s      |
| 4e | Gerolsteiner                    |      |        | + 12 s      |
| 5e | Post Swiss Team                 |      |        | + 19 s      |
| 6e | Polti                           |      |        | + 21 s      |
| 7e | Lampre-Daikin                   |      |        | + 23 s      |
| 8e | Cofidis-Le Crédit par Téléphone |      |        | + 34 s      |
| 9e | La Française des jeux           |      |        | + 35 s      |
| 10e | Mercury-Mannheim Auctions       |      |        | + 45 s      |

| \| Classement général \| Classement général \| Classement général \| Classement général \| Classement général \| \| Coureur \| Coureur \| Pays \| Équipe \| Temps \| \| ------------------ \| -------------------- \| ------------------ \| ------------------ \| ------------------ \| \| 1er \| Steffen Wesemann \| Allemagne \| Deutsche Telekom \| 26 min 30 s \| \| 2e \| Jens Heppner \| Allemagne \| Deutsche Telekom \| + 0 s \| \| 3e \| Alexandre Vinokourov \| Kazakhstan \| Deutsche Telekom \| + 0 s \| \| 4e \| Giuseppe Guerini \| Italie \| Deutsche Telekom \| + 0 s \| \| 5e \| Udo Bölts \| Allemagne \| Deutsche Telekom \| + 0 s \| \| 6e \| Alberto Elli \| Italie \| Deutsche Telekom \| + 0 s \| \| 7e \| Jan Ullrich \| Allemagne \| Deutsche Telekom \| + 0 s \| \| 8e \| Rolf Aldag \| Allemagne \| Deutsche Telekom \| + 4 s \| \| 9e \| Markus Zberg \| Suisse \| Rabobank \| + 5 s \| \| 10e \| Michael Boogerd \| Pays-Bas \| Rabobank \| + 5 s \| |                      |            |                  |             |
| |                      |            |                  |             |
| |                      |            |                  |             |
| Classement général |                      |            |                  |             |
| Coureur | Coureur              | Pays       | Équipe           | Temps       |
| 1er | Steffen Wesemann     | Allemagne  | Deutsche Telekom | 26 min 30 s |
| 2e | Jens Heppner         | Allemagne  | Deutsche Telekom | + 0 s       |
| 3e | Alexandre Vinokourov | Kazakhstan | Deutsche Telekom | + 0 s       |
| 4e | Giuseppe Guerini     | Italie     | Deutsche Telekom | + 0 s       |
| 5e | Udo Bölts            | Allemagne  | Deutsche Telekom | + 0 s       |
| 6e | Alberto Elli         | Italie     | Deutsche Telekom | + 0 s       |
| 7e | Jan Ullrich          | Allemagne  | Deutsche Telekom | + 0 s       |
| 8e | Rolf Aldag           | Allemagne  | Deutsche Telekom | + 4 s       |
| 9e | Markus Zberg         | Suisse     | Rabobank         | + 5 s       |
| 10e | Michael Boogerd      | Pays-Bas   | Rabobank         | + 5 s       |

### 2eétape
La deuxième étape est tracée entre Uster dans le Canton de Zurich et Rheinfelden (Canton d'Argovie), sur une distance de 197 kilomètres.
Sur le parcours, on retrouve notamment plusieurs côtes de 3e et 4e catégories. Parmi les six membres de l'échappée présents à l'avant de la course, on retrouve le Slovène Tadej Valjavec (Fassa Bortolo), les Italiens Stefano Cattai (Liquigas-Pata) et Massimo Donati (Vini Caldirola-Sidermec), l'Espagnol Daniel Atienza (Saeco-Valli&Valli), l'Allemand Stephan Gottschling (Post Swiss) et le Français Pascal Hervé (Polti). Alors que Valjavec et Gottschling se battent pour le maillot de meilleur grimpeur, Pascel Hervé remporte deux des trois sprints de l'étape.
Alors que les échappés sont repris à 20 kilomètres de l'arrivée, l'étape va se jouer lors d'une sprint massif. Le champion des États-Unis Fred Rodriguez (Mapei-Quick Step) est le plus rapide et remporte l'étape devant l'Allemand Sven Teutenberg (Gerolsteiner) et le Suisse Markus Zberg (Rabobank).
Zberg profite également des secondes de bonifications prises à l'arrivée pour s'emparer du maillot jaune de leader du classement général au détriment de l'Allemand Steffen Wesemann (Deutsche Telekom). Le vainqueur de l'étape Rodriguez s'empare logiquement du maillot du classement par points alors que c'est Valjavec qui portera le maillot noir de leader du classement de la montagne lors de la deuxième étape.
| \| Classement de l'étape \| Classement de l'étape \| Classement de l'étape \| Classement de l'étape \| Classement de l'étape \| \| Coureur \| Coureur \| Pays \| Équipe \| Temps \| \| --------------------- \| --------------------- \| --------------------- \| ------------------------- \| --------------------- \| \| 1er \| Fred Rodriguez \| États-Unis \| Mapei-Quick Step \| 4 h 30 min 36 s \| \| 2e \| Sven Teutenberg \| Allemagne \| Gerolsteiner \| + 0 s \| \| 3e \| Markus Zberg \| Suisse \| Rabobank \| + 0 s \| \| 4e \| René Haselbacher \| Autriche \| Gerolsteiner \| + 0 s \| \| 5e \| Stefan Rütimann \| Suisse \| Vini Caldirola-Sidermec \| + 0 s \| \| 6e \| Juan Manuel Gárate \| Espagne \| Lampre-Daikin \| + 0 s \| \| 7e \| Jean-Patrick Nazon \| France \| La Française des jeux \| + 0 s \| \| 8e \| Christian Heule \| Suisse \| Post Swiss Team \| + 0 s \| \| 9e \| Jan Bratkowski \| Allemagne \| Mercury-Mannheim Auctions \| + 0 s \| \| 10e \| Robert Hunter \| Afrique du Sud \| Lampre-Daikin \| + 0 s \| |                    |                |                           |                 |
| |                    |                |                           |                 |
| |                    |                |                           |                 |
| Classement de l'étape |                    |                |                           |                 |
| Coureur | Coureur            | Pays           | Équipe                    | Temps           |
| 1er | Fred Rodriguez     | États-Unis     | Mapei-Quick Step          | 4 h 30 min 36 s |
| 2e | Sven Teutenberg    | Allemagne      | Gerolsteiner              | + 0 s           |
| 3e | Markus Zberg       | Suisse         | Rabobank                  | + 0 s           |
| 4e | René Haselbacher   | Autriche       | Gerolsteiner              | + 0 s           |
| 5e | Stefan Rütimann    | Suisse         | Vini Caldirola-Sidermec   | + 0 s           |
| 6e | Juan Manuel Gárate | Espagne        | Lampre-Daikin             | + 0 s           |
| 7e | Jean-Patrick Nazon | France         | La Française des jeux     | + 0 s           |
| 8e | Christian Heule    | Suisse         | Post Swiss Team           | + 0 s           |
| 9e | Jan Bratkowski     | Allemagne      | Mercury-Mannheim Auctions | + 0 s           |
| 10e | Robert Hunter      | Afrique du Sud | Lampre-Daikin             | + 0 s           |

| \| Classement général \| Classement général \| Classement général \| Classement général \| Classement général \| \| Coureur \| Coureur \| Pays \| Équipe \| Temps \| \| ------------------ \| -------------------- \| ------------------ \| ------------------ \| ------------------ \| \| 1er \| Markus Zberg \| Suisse \| Rabobank \| 4 h 57 min 06 s \| \| 2e \| Steffen Wesemann \| Allemagne \| Deutsche Telekom \| + 0 s \| \| 3e \| Fred Rodriguez \| États-Unis \| Mapei-Quick Step \| + 2 s \| \| 4e \| Jens Heppner \| Allemagne \| Deutsche Telekom \| + 3 s \| \| 5e \| Jan Ullrich \| Allemagne \| Deutsche Telekom \| + 3 s \| \| 6e \| Sven Teutenberg \| Allemagne \| Gerolsteiner \| + 6 s \| \| 7e \| Udo Bölts \| Allemagne \| Deutsche Telekom \| + 7 s \| \| 8e \| Alexandre Vinokourov \| Kazakhstan \| Deutsche Telekom \| + 7 s \| \| 9e \| Giuseppe Guerini \| Italie \| Deutsche Telekom \| + 7 s \| \| 10e \| Niki Aebersold \| Suisse \| Rabobank \| + 8 s \| |                      |            |                  |                 |
| |                      |            |                  |                 |
| |                      |            |                  |                 |
| Classement général |                      |            |                  |                 |
| Coureur | Coureur              | Pays       | Équipe           | Temps           |
| 1er | Markus Zberg         | Suisse     | Rabobank         | 4 h 57 min 06 s |
| 2e | Steffen Wesemann     | Allemagne  | Deutsche Telekom | + 0 s           |
| 3e | Fred Rodriguez       | États-Unis | Mapei-Quick Step | + 2 s           |
| 4e | Jens Heppner         | Allemagne  | Deutsche Telekom | + 3 s           |
| 5e | Jan Ullrich          | Allemagne  | Deutsche Telekom | + 3 s           |
| 6e | Sven Teutenberg      | Allemagne  | Gerolsteiner     | + 6 s           |
| 7e | Udo Bölts            | Allemagne  | Deutsche Telekom | + 7 s           |
| 8e | Alexandre Vinokourov | Kazakhstan | Deutsche Telekom | + 7 s           |
| 9e | Giuseppe Guerini     | Italie     | Deutsche Telekom | + 7 s           |
| 10e | Niki Aebersold       | Suisse     | Rabobank         | + 8 s           |

### 3eétape
La troisième étape de cette édition se déroule entre les villes de Rheinfelden (canton d'Argovie) et de Fribourg dans le canton homonyme sur une distance de 182 kilomètres.
Le début de course est tranquille malgré les premières difficultés de l'étape, avec notamment le Bas-Hauenstein passé en tête  par l'Allemand Stephan Gottschling (Post Swiss). Après cette montée située au kilomètre 36, un groupe de quinze coureurs s'échappe en tête dans lequel on retrouve notamment le Belge Andreï Tchmil (Lotto-Adecco). Le groupe ne prend que 20 secondes d'avance avec le travail des équipes à l'arrière. Au kilomètre 60, un groupe restreint se retrouve à l'avant dans lequel on note la présence de l'Allemand Dirk Müller (Post Swiss), les Français Jacky Durand (Lotto-Adecco) et Jean-Michel Tessier (La Française des jeux), les Italiens Daniele Contrini (Liquigas-Pata) et Stefano Zanini (Mapei-Quick Step) et l'Ukrainien Volodymir Gustov (Fassa Bortolo). Cependant, ils sont également repris au kilomètre 71.
Lors du passage à Lhon (km 82), le Néerlandais Michael Boogerd (Rabobank) attaque avec l'Autrichien Jochen Summer (Phonak). Ce dernier ne résiste pas mais Boogerd est rejoint un peu plus loin par l'Espagnol Juan Manuel Garate (Lampre-Daikin), le Belge Chris Peers (Cofidis-Le Crédit par Téléphone), l'Italien Massimiliano Mori (Saeco-Valli & Valli), le Français Jérôme Delbove (Phonak) et le Suisse Christian Heule (Post Swiss). L'écart grandit jusqu'à plus de trois minutes au km 103 mais diminue avec le travail des équipes Mercatone Uno-Albacom, Mapei-Quick Step et Polti.
En fin d'étape, Boogerd s'isole et est rejoint par en deux temps par six coureurs, d'abord Eddy Mazzoleni (Polti), Stefano Garzelli (Mercatone Uno-Albacom) et Marco Fincato (Fassa Bortolo) puis Wladimir Belli (Fassa Bortolo), Francesco Casagrande (Vini Caldirola-Sidermec) et Marcel Strauss (Post Swiss). Belli attaque dans le dernier kilomètre et s'impose avec trois secondes d'avance sur le reste du groupe. Le gros du peloton termine avec un peu plus de trente secondes de retard.
Michael Boogerd en profite pour s'emparer du maillot jaune de leader du classement général au détriment de son coéquipier, le Suisse Markus Zberg. L'Américain Fred Rodriguez (Mapei) conserve le maillot rouge de leader du classement par points alors que Stephan Gottschling s'empare du maillot noir de leader du classement de la montagne au détriment du Slovène Tadej Valjavec (Fassa Bortolo).
| \| Classement de l'étape \| Classement de l'étape \| Classement de l'étape \| Classement de l'étape \| Classement de l'étape \| \| Coureur \| Coureur \| Pays \| Équipe \| Temps \| \| --------------------- \| --------------------- \| --------------------- \| ----------------------- \| --------------------- \| \| 1er \| Wladimir Belli \| Italie \| Fassa Bortolo \| 4 h 23 min 06 s \| \| 2e \| Marcel Strauss \| Suisse \| Post Swiss Team \| + 3 s \| \| 3e \| Stefano Garzelli \| Italie \| Mercatone Uno-Albacom \| + 3 s \| \| 4e \| Marco Fincato \| Italie \| Fassa Bortolo \| + 3 s \| \| 5e \| Francesco Casagrande \| Italie \| Vini Caldirola-Sidermec \| + 3 s \| \| 6e \| Eddy Mazzoleni \| Italie \| Polti \| + 3 s \| \| 7e \| Michael Boogerd \| Pays-Bas \| Rabobank \| + 3 s \| \| 8e \| Fred Rodriguez \| États-Unis \| Mapei-Quick Step \| + 32 s \| \| 9e \| Sven Teutenberg \| Allemagne \| Gerolsteiner \| + 32 s \| \| 10e \| Steffen Wesemann \| Allemagne \| Deutsche Telekom \| + 32 s \| |                      |            |                         |                 |
| |                      |            |                         |                 |
| |                      |            |                         |                 |
| Classement de l'étape |                      |            |                         |                 |
| Coureur | Coureur              | Pays       | Équipe                  | Temps           |
| 1er | Wladimir Belli       | Italie     | Fassa Bortolo           | 4 h 23 min 06 s |
| 2e | Marcel Strauss       | Suisse     | Post Swiss Team         | + 3 s           |
| 3e | Stefano Garzelli     | Italie     | Mercatone Uno-Albacom   | + 3 s           |
| 4e | Marco Fincato        | Italie     | Fassa Bortolo           | + 3 s           |
| 5e | Francesco Casagrande | Italie     | Vini Caldirola-Sidermec | + 3 s           |
| 6e | Eddy Mazzoleni       | Italie     | Polti                   | + 3 s           |
| 7e | Michael Boogerd      | Pays-Bas   | Rabobank                | + 3 s           |
| 8e | Fred Rodriguez       | États-Unis | Mapei-Quick Step        | + 32 s          |
| 9e | Sven Teutenberg      | Allemagne  | Gerolsteiner            | + 32 s          |
| 10e | Steffen Wesemann     | Allemagne  | Deutsche Telekom        | + 32 s          |

| \| Classement général \| Classement général \| Classement général \| Classement général \| Classement général \| \| Coureur \| Coureur \| Pays \| Équipe \| Temps \| \| ------------------ \| -------------------- \| ------------------ \| ------------------ \| ------------------ \| \| 1er \| Michael Boogerd \| Pays-Bas \| Rabobank \| 9 h 20 min 22 s \| \| 2e \| Marcel Strauss \| Suisse \| Post Swiss Team \| + 10 s \| \| 3e \| Eddy Mazzoleni \| Italie \| Polti \| + 18 s \| \| 4e \| Markus Zberg \| Suisse \| Rabobank \| + 22 s \| \| 5e \| Steffen Wesemann \| Allemagne \| Deutsche Telekom \| + 22 s \| \| 6e \| Fred Rodriguez \| États-Unis \| Mapei-Quick Step \| + 23 s \| \| 7e \| Jens Heppner \| Allemagne \| Deutsche Telekom \| + 26 s \| \| 8e \| Jan Ullrich \| Allemagne \| Deutsche Telekom \| + 26 s \| \| 9e \| Udo Bölts \| Allemagne \| Deutsche Telekom \| + 26 s \| \| 10e \| Alexandre Vinokourov \| Kazakhstan \| Deutsche Telekom \| + 26 s \| |                      |            |                  |                 |
| |                      |            |                  |                 |
| |                      |            |                  |                 |
| Classement général |                      |            |                  |                 |
| Coureur | Coureur              | Pays       | Équipe           | Temps           |
| 1er | Michael Boogerd      | Pays-Bas   | Rabobank         | 9 h 20 min 22 s |
| 2e | Marcel Strauss       | Suisse     | Post Swiss Team  | + 10 s          |
| 3e | Eddy Mazzoleni       | Italie     | Polti            | + 18 s          |
| 4e | Markus Zberg         | Suisse     | Rabobank         | + 22 s          |
| 5e | Steffen Wesemann     | Allemagne  | Deutsche Telekom | + 22 s          |
| 6e | Fred Rodriguez       | États-Unis | Mapei-Quick Step | + 23 s          |
| 7e | Jens Heppner         | Allemagne  | Deutsche Telekom | + 26 s          |
| 8e | Jan Ullrich          | Allemagne  | Deutsche Telekom | + 26 s          |
| 9e | Udo Bölts            | Allemagne  | Deutsche Telekom | + 26 s          |
| 10e | Alexandre Vinokourov | Kazakhstan | Deutsche Telekom | + 26 s          |

### 4eétape
La 4e étape est tracée entre la ville de Fribourg et celle de Verbier sur une distance de 156 kilomètres. C'est la première véritable étape de montagne sur cette édition. En effet, l'arrivée est située au sommet d'une ascension d'un dénivelé de 1000m.
Après une étape classique, l'échappée finale se dessine dans les dix derniers kilomètres de l'étape avec la présence à l'avant notamment des Suisses Laurent Dufaux (Saeco-Valli & Valli) et Oscar Camenzind (Lampre-Daikin), le Français Pascal Hervé (Polti), l'Américain Fred Rodriguez (Mapei-Quick Step) et son coéquipier Daniele Nardello, l'Italien Mauro Zanetti (Vini Caldirola-Sidermec), le Kazakhstanais Andrei Teteriouk (Liquigas-Pata) et l'Allemand Jan Ullrich (Deutsche Telekom). Dans les derniers kilomètres, Hervé attaque, prend jusqu'à une minute d'avance et s'impose au sommet avec finalement une avance de moins de 40 secondes sur un groupe de quatre coureurs. Ullrich termine un peu plus loin à près d'une minute mais limite la casse par rapport à d'autres comme Francesco Casagrande (Vini Caldirola-Sidermec) qui perd plus de deux minutes ou Stefano Garzelli (Mercatone Uno-Albacom) qui termine à plus de dix minutes du vainqueur.
Grâce à cette victoire, Pascal Hervé s'empare du maillot jaune de leader du classement général au détriment du Néerlandais Michael Boogerd (Rabobank) qui, lui, sort du top 10 provisoire. Il possède 44 secondes d'avance sur Jan Ullrich et 47 sur Camenzind. Fred Rodriguez conserve son maillot rouge de leader du classement par points, et de même pour l'Allemand Stephan Gottschling (Post Swiss) avec le maillot noir de leader du classement de la montagne.
| \| Classement de l'étape \| Classement de l'étape \| Classement de l'étape \| Classement de l'étape \| Classement de l'étape \| \| Coureur \| Coureur \| Pays \| Équipe \| Temps \| \| --------------------- \| --------------------- \| --------------------- \| ----------------------- \| --------------------- \| \| 1er \| Pascal Hervé \| France \| Polti \| 3 h 46 min 51 s \| \| 2e \| Oscar Camenzind \| Suisse \| Lampre-Daikin \| + 39 s \| \| 3e \| Mauro Zanetti \| Italie \| Vini Caldirola-Sidermec \| + 39 s \| \| 4e \| Laurent Dufaux \| Suisse \| Saeco-Valli & Valli \| + 39 s \| \| 5e \| Andrei Teteriouk \| Kazakhstan \| Liquigas-Pata \| + 39 s \| \| 6e \| Daniele Nardello \| Italie \| Mapei-Quick Step \| + 46 s \| \| 7e \| Jan Ullrich \| Allemagne \| Deutsche Telekom \| + 53 s \| \| 8e \| Fred Rodriguez \| États-Unis \| Mapei-Quick Step \| + 1 min 37 s \| \| 9e \| Oscar Mason \| Italie \| Mercatone Uno-Albacom \| + 2 min 12 s \| \| 10e \| Francesco Casagrande \| Italie \| Vini Caldirola-Sidermec \| + 2 min 12 s \| |                      |            |                         |                 |
| |                      |            |                         |                 |
| |                      |            |                         |                 |
| Classement de l'étape |                      |            |                         |                 |
| Coureur | Coureur              | Pays       | Équipe                  | Temps           |
| 1er | Pascal Hervé         | France     | Polti                   | 3 h 46 min 51 s |
| 2e | Oscar Camenzind      | Suisse     | Lampre-Daikin           | + 39 s          |
| 3e | Mauro Zanetti        | Italie     | Vini Caldirola-Sidermec | + 39 s          |
| 4e | Laurent Dufaux       | Suisse     | Saeco-Valli & Valli     | + 39 s          |
| 5e | Andrei Teteriouk     | Kazakhstan | Liquigas-Pata           | + 39 s          |
| 6e | Daniele Nardello     | Italie     | Mapei-Quick Step        | + 46 s          |
| 7e | Jan Ullrich          | Allemagne  | Deutsche Telekom        | + 53 s          |
| 8e | Fred Rodriguez       | États-Unis | Mapei-Quick Step        | + 1 min 37 s    |
| 9e | Oscar Mason          | Italie     | Mercatone Uno-Albacom   | + 2 min 12 s    |
| 10e | Francesco Casagrande | Italie     | Vini Caldirola-Sidermec | + 2 min 12 s    |

| \| Classement général \| Classement général \| Classement général \| Classement général \| Classement général \| \| Coureur \| Coureur \| Pays \| Équipe \| Temps \| \| ------------------ \| -------------------- \| ------------------ \| ----------------------- \| ------------------ \| \| 1er \| Pascal Hervé \| France \| Polti \| 13 h 07 min 47 s \| \| 2e \| Jan Ullrich \| Allemagne \| Deutsche Telekom \| + 44 s \| \| 3e \| Oscar Camenzind \| Suisse \| Lampre-Daikin \| + 47 s \| \| 4e \| Daniele Nardello \| Italie \| Mapei-Quick Step \| + 49 s \| \| 5e \| Mauro Zanetti \| Italie \| Vini Caldirola-Sidermec \| + 1 min 21 s \| \| 6e \| Fred Rodriguez \| États-Unis \| Mapei-Quick Step \| + 1 min 27 s \| \| 7e \| Andrei Teteriouk \| Kazakhstan \| Liquigas-Pata \| + 1 min 35 s \| \| 8e \| Laurent Dufaux \| Suisse \| Saeco-Valli & Valli \| + 1 min 44 s \| \| 9e \| Francesco Casagrande \| Italie \| Vini Caldirola-Sidermec \| + 2 min 24 s \| \| 10e \| Wladimir Belli \| Italie \| Fassa Bortolo \| + 2 min 36 s \| |                      |            |                         |                  |
| |                      |            |                         |                  |
| |                      |            |                         |                  |
| Classement général |                      |            |                         |                  |
| Coureur | Coureur              | Pays       | Équipe                  | Temps            |
| 1er | Pascal Hervé         | France     | Polti                   | 13 h 07 min 47 s |
| 2e | Jan Ullrich          | Allemagne  | Deutsche Telekom        | + 44 s           |
| 3e | Oscar Camenzind      | Suisse     | Lampre-Daikin           | + 47 s           |
| 4e | Daniele Nardello     | Italie     | Mapei-Quick Step        | + 49 s           |
| 5e | Mauro Zanetti        | Italie     | Vini Caldirola-Sidermec | + 1 min 21 s     |
| 6e | Fred Rodriguez       | États-Unis | Mapei-Quick Step        | + 1 min 27 s     |
| 7e | Andrei Teteriouk     | Kazakhstan | Liquigas-Pata           | + 1 min 35 s     |
| 8e | Laurent Dufaux       | Suisse     | Saeco-Valli & Valli     | + 1 min 44 s     |
| 9e | Francesco Casagrande | Italie     | Vini Caldirola-Sidermec | + 2 min 24 s     |
| 10e | Wladimir Belli       | Italie     | Fassa Bortolo           | + 2 min 36 s     |

### 5eétape
La 5e étape se déroule sous la forme d'un contre-la-montre individuel de trente kilomètres autour de la ville de Sierre dans le canton du Valais.
L'étape est remporté par le Letton Raivis Belohvosciks (Lampre-Daikin) qui, avec un temps de 38 minutes et une vitesse moyenne de 47,4 km/h, devance de moins d'une demie seconde l'Italien Dario Frigo (Fassa Bortolo) et l'un des favoris de l'étape, le chamion du monde du contre-la-montre en titre, l'Allemand Jan Ullrich (Deutsche Telekom) qui termine à 16 secondes.
Grâce à sa troisième place, Ullrich s'empare de la tête du classement général au détriment de l'ancien porteur du maillot jaune, le Français Pascal Hervé (Polti), seulement 52e de l'étape à plus de deux minutes et 40 secondes, et qui redescend à la quatrième place du classement, doublé également par le Suisse Oscar Camenzind (Lampre-Daikin) et l'Italien Daniele Nardello (Mapei-Quick Step). L'Américain Fred Rodriguez (Mapei-Quick Step) et l'Allemand Stephan Gottschling (Post Swiss) conserve leurs maillots de leaders, respectivement du classement par points et du classement de la montagne.
| \| Classement de l'étape \| Classement de l'étape \| Classement de l'étape \| Classement de l'étape \| Classement de l'étape \| \| Coureur \| Coureur \| Pays \| Équipe \| Temps \| \| --------------------- \| --------------------- \| --------------------- \| ------------------------------- \| --------------------- \| \| 1er \| Raivis Belohvoščiks \| Lettonie \| Lampre-Daikin \| 38 min 00 s \| \| 2e \| Dario Frigo \| Italie \| Fassa Bortolo \| + 0 s \| \| 3e \| Jan Ullrich \| Allemagne \| Deutsche Telekom \| + 16 s \| \| 4e \| Daniele Contrini \| Italie \| Liquigas-Pata \| + 39 s \| \| 5e \| Eddy Mazzoleni \| Italie \| Polti \| + 42 s \| \| 6e \| Michael Rich \| Allemagne \| Gerolsteiner \| + 45 s \| \| 7e \| Nico Mattan \| Belgique \| Cofidis-Le Crédit par Téléphone \| + 46 s \| \| 8e \| Roland Meier \| Suisse \| Cofidis-Le Crédit par Téléphone \| + 56 s \| \| 9e \| Bruno Boscardin \| Suisse \| Post Swiss Team \| + 57 s \| \| 10e \| Robert Hunter \| Afrique du Sud \| Lampre-Daikin \| + 1 min 02 s \| |                     |                |                                 |              |
| |                     |                |                                 |              |
| |                     |                |                                 |              |
| Classement de l'étape |                     |                |                                 |              |
| Coureur | Coureur             | Pays           | Équipe                          | Temps        |
| 1er | Raivis Belohvoščiks | Lettonie       | Lampre-Daikin                   | 38 min 00 s  |
| 2e | Dario Frigo         | Italie         | Fassa Bortolo                   | + 0 s        |
| 3e | Jan Ullrich         | Allemagne      | Deutsche Telekom                | + 16 s       |
| 4e | Daniele Contrini    | Italie         | Liquigas-Pata                   | + 39 s       |
| 5e | Eddy Mazzoleni      | Italie         | Polti                           | + 42 s       |
| 6e | Michael Rich        | Allemagne      | Gerolsteiner                    | + 45 s       |
| 7e | Nico Mattan         | Belgique       | Cofidis-Le Crédit par Téléphone | + 46 s       |
| 8e | Roland Meier        | Suisse         | Cofidis-Le Crédit par Téléphone | + 56 s       |
| 9e | Bruno Boscardin     | Suisse         | Post Swiss Team                 | + 57 s       |
| 10e | Robert Hunter       | Afrique du Sud | Lampre-Daikin                   | + 1 min 02 s |

| \| Classement général \| Classement général \| Classement général \| Classement général \| Classement général \| \| Coureur \| Coureur \| Pays \| Équipe \| Temps \| \| ------------------ \| -------------------- \| ------------------ \| ----------------------- \| ------------------ \| \| 1er \| Jan Ullrich \| Allemagne \| Deutsche Telekom \| 13 h 47 min 47 s \| \| 2e \| Oscar Camenzind \| Suisse \| Lampre-Daikin \| + 1 min 07 s \| \| 3e \| Daniele Nardello \| Italie \| Mapei-Quick Step \| + 1 min 23 s \| \| 4e \| Pascal Hervé \| France \| Polti \| + 1 min 41 s \| \| 5e \| Andrei Teteriouk \| Kazakhstan \| Liquigas-Pata \| + 2 min 19 s \| \| 6e \| Eddy Mazzoleni \| Italie \| Polti \| + 2 min 19 s \| \| 7e \| Dario Frigo \| Italie \| Fassa Bortolo \| + 2 min 32 s \| \| 8e \| Mauro Zanetti \| Italie \| Vini Caldirola-Sidermec \| + 2 min 32 s \| \| 9e \| Francesco Casagrande \| Italie \| Vini Caldirola-Sidermec \| + 2 min 37 s \| \| 10e \| Wladimir Belli \| Italie \| Fassa Bortolo \| + 2 min 44 s \| |                      |            |                         |                  |
| |                      |            |                         |                  |
| |                      |            |                         |                  |
| Classement général |                      |            |                         |                  |
| Coureur | Coureur              | Pays       | Équipe                  | Temps            |
| 1er | Jan Ullrich          | Allemagne  | Deutsche Telekom        | 13 h 47 min 47 s |
| 2e | Oscar Camenzind      | Suisse     | Lampre-Daikin           | + 1 min 07 s     |
| 3e | Daniele Nardello     | Italie     | Mapei-Quick Step        | + 1 min 23 s     |
| 4e | Pascal Hervé         | France     | Polti                   | + 1 min 41 s     |
| 5e | Andrei Teteriouk     | Kazakhstan | Liquigas-Pata           | + 2 min 19 s     |
| 6e | Eddy Mazzoleni       | Italie     | Polti                   | + 2 min 19 s     |
| 7e | Dario Frigo          | Italie     | Fassa Bortolo           | + 2 min 32 s     |
| 8e | Mauro Zanetti        | Italie     | Vini Caldirola-Sidermec | + 2 min 32 s     |
| 9e | Francesco Casagrande | Italie     | Vini Caldirola-Sidermec | + 2 min 37 s     |
| 10e | Wladimir Belli       | Italie     | Fassa Bortolo           | + 2 min 44 s     |

### 6eétape
La 6e étape du Tour de Suisse est la plus courte de cette édition avec seulement 103 kilomètres dans le cadre d'une boucle autour de la ville d'Ulrichen dans le canton du Valais et avec trois ascensions de 1re catégorie.
L'étape démarre notamment par une échappée du vainqueur du Tour d'Italie, l'Italien Stefano Garzelli (Mercatone Uno-Albacom) qui passe notamment les deux premières ascensions de la journée en tête. Il est cependant repris lors de la dernière, le Col de la Furka situé à 2436m d'altitude. Au cours de cette dernière partie de l'étape, à six kilomètres de l'arrivée, Eddy Mazzoleni (Polti s'échappe avec deux coéquipiers de l'équipe Fassa Bortolo), Dario Frigo et Wladimir Belli. Malgré le travail seul de Mazzoleni en tête de l'échappée pour essayer de prendre la tête du classement général, Belli attendant à chaque fois son coéquipier Frigo, c'est bien le sociétaire de l'équipe Polti qui s'impose à l'arrivée. Les trois Italiens terminent ensemble avec un peu plus de vingt secondes d'avance sur l'ancien leader le Néerlandais Michael Boogerd (Rabobank) et le Français Richard Virenque (Polti), alors que le porteur du maillot jaune, l'Allemand Jan Ullrich (Deutsche Telekom) limite la casse et termine à un peu moins de deux minutes du vainqueur.
Avec sa victoire d'étape, Mazzoleni échoue a récupérer le maillot jaune de leader mais se rapproche tout de même en seconde position du classement général, à seulement 13 secondes d'Ullrich. Au total, avec le Suisse Oscar Camenzind (Lampre-Daikin, 3e à 17 sec), Frigo (4e à 30 sec), Daniele Nardello (Mapei-Quick Step, 5e à 33 sec) et Belli (6e à 42 sec), on retrouve donc six coureurs en moins de 42 secondes au classement général. Au classement par points, Belli profite de sa troisième place du jour pour s'emparer du maillot rouge de leader au détriment de l'Américain Fred Rodriguez (Mapei-Quick Step) alors que Garzelli profite de son échappée pour prendre le maillot noir de leader du classement de la montagne en lieu et place de l'Allemand Stephan Gottschling (Post Swiss).
Parmi les grands perdants du jour, on retrouve Pascal Hervé (Polti) qui termine à plus de sept minutes, Mauro Zanetti (Vini Caldirola) à près d'une demi-heure et l'abandon du tenant du titre, Francesco Casagrande (Vini Caldirola).
| \| Classement de l'étape \| Classement de l'étape \| Classement de l'étape \| Classement de l'étape \| Classement de l'étape \| \| Coureur \| Coureur \| Pays \| Équipe \| Temps \| \| --------------------- \| --------------------- \| --------------------- \| --------------------- \| --------------------- \| \| 1er \| Eddy Mazzoleni \| Italie \| Polti \| 3 h 05 min 47 s \| \| 2e \| Dario Frigo \| Italie \| Fassa Bortolo \| + 0 s \| \| 3e \| Wladimir Belli \| Italie \| Fassa Bortolo \| + 0 s \| \| 4e \| Michael Boogerd \| Pays-Bas \| Rabobank \| + 21 s \| \| 5e \| Richard Virenque \| France \| Polti \| + 21 s \| \| 6e \| Sven Montgomery \| Suisse \| La Française des jeux \| + 25 s \| \| 7e \| Massimo Cigana \| Italie \| Mercatone Uno-Albacom \| + 1 min 01 s \| \| 8e \| Marco Fincato \| Italie \| Fassa Bortolo \| + 1 min 05 s \| \| 9e \| Daniele De Paoli \| Italie \| Mercatone Uno-Albacom \| + 1 min 05 s \| \| 10e \| Daniele Nardello \| Italie \| Mapei-Quick Step \| + 1 min 05 s \| |                  |          |                       |                 |
| |                  |          |                       |                 |
| |                  |          |                       |                 |
| Classement de l'étape |                  |          |                       |                 |
| Coureur | Coureur          | Pays     | Équipe                | Temps           |
| 1er | Eddy Mazzoleni   | Italie   | Polti                 | 3 h 05 min 47 s |
| 2e | Dario Frigo      | Italie   | Fassa Bortolo         | + 0 s           |
| 3e | Wladimir Belli   | Italie   | Fassa Bortolo         | + 0 s           |
| 4e | Michael Boogerd  | Pays-Bas | Rabobank              | + 21 s          |
| 5e | Richard Virenque | France   | Polti                 | + 21 s          |
| 6e | Sven Montgomery  | Suisse   | La Française des jeux | + 25 s          |
| 7e | Massimo Cigana   | Italie   | Mercatone Uno-Albacom | + 1 min 01 s    |
| 8e | Marco Fincato    | Italie   | Fassa Bortolo         | + 1 min 05 s    |
| 9e | Daniele De Paoli | Italie   | Mercatone Uno-Albacom | + 1 min 05 s    |
| 10e | Daniele Nardello | Italie   | Mapei-Quick Step      | + 1 min 05 s    |

| \| Classement général \| Classement général \| Classement général \| Classement général \| Classement général \| \| Coureur \| Coureur \| Pays \| Équipe \| Temps \| \| ------------------ \| ------------------ \| ------------------ \| --------------------- \| ------------------ \| \| 1er \| Jan Ullrich \| Allemagne \| Deutsche Telekom \| 16 h 54 min 29 s \| \| 2e \| Eddy Mazzoleni \| Italie \| Polti \| + 13 s \| \| 3e \| Oscar Camenzind \| Suisse \| Lampre-Daikin \| + 17 s \| \| 4e \| Dario Frigo \| Italie \| Fassa Bortolo \| + 30 s \| \| 5e \| Daniele Nardello \| Italie \| Mapei-Quick Step \| + 33 s \| \| 6e \| Wladimir Belli \| Italie \| Fassa Bortolo \| + 42 s \| \| 7e \| Sven Montgomery \| Suisse \| La Française des jeux \| + 1 min 58 s \| \| 8e \| Andrei Teteriouk \| Kazakhstan \| Liquigas-Pata \| + 2 min 40 s \| \| 9e \| Richard Virenque \| France \| Polti \| + 2 min 42 s \| \| 10e \| Oscar Mason \| Italie \| Mercatone Uno-Albacom \| + 4 min 22 s \| |                  |            |                       |                  |
| |                  |            |                       |                  |
| |                  |            |                       |                  |
| Classement général |                  |            |                       |                  |
| Coureur | Coureur          | Pays       | Équipe                | Temps            |
| 1er | Jan Ullrich      | Allemagne  | Deutsche Telekom      | 16 h 54 min 29 s |
| 2e | Eddy Mazzoleni   | Italie     | Polti                 | + 13 s           |
| 3e | Oscar Camenzind  | Suisse     | Lampre-Daikin         | + 17 s           |
| 4e | Dario Frigo      | Italie     | Fassa Bortolo         | + 30 s           |
| 5e | Daniele Nardello | Italie     | Mapei-Quick Step      | + 33 s           |
| 6e | Wladimir Belli   | Italie     | Fassa Bortolo         | + 42 s           |
| 7e | Sven Montgomery  | Suisse     | La Française des jeux | + 1 min 58 s     |
| 8e | Andrei Teteriouk | Kazakhstan | Liquigas-Pata         | + 2 min 40 s     |
| 9e | Richard Virenque | France     | Polti                 | + 2 min 42 s     |
| 10e | Oscar Mason      | Italie     | Mercatone Uno-Albacom | + 4 min 22 s     |

### 7eétape
La 7e étape de cette étape du Tour de Suisse est une étape de transition entre la ville de Locarno et celle de Lugano et sur une distance de 171 kilomètres.
L'échappée se forme au bout de 34 kilomètres avec la présence à l'avant des Italiens Michele Bartoli (Mapei-Quick Step), Fausto Dotti (Liqugas-Pata) et Marco Fincato (Fassa Bortolo), le Suisse Markus Zberg (Rabobank), le Belge Chris Peers (Cofidis-Le Crédit par Téléphone) et le Norvégien Svein Gaute Hølestøl (Gerolsteiner). Leur avance monte jusqu'à trois minutes, les équipes Polti et Deutsche Telekom travaillant pour Eddy Mazzoleni et le maillot jaune Jan Ullrich.
Lors de la montée dans la ville de Pedrinate à 35 kilomètres de l'arrivée, Mauro Fincato attaque et part seul. Il tient et garde de l'avance pour s'imposer avec un peu plus de vingt secondes sur notamment son compatriote le champion d'Italie sur route Salvatore Commesso (Saeco-Valli & Valli) et le Néerlandais Maarten den Bakker (Rabobank).
Ullrich conserve le maillot jaune de leader à l'issue de cette étape qui n'a pas provoqué de gros changements au classement général. Par contre, l'Américain Fred Rodriguez (Mapei-Quick Step) reprend le maillot rouge de leader du classement par points au détriment de Wladimir Belli qui s'en était emparer la veille. Stefano Garzelli (Mercatone Uno-Albacom) conserve lui le maillot noir de leader du classement de la montagne.
| \| Classement de l'étape \| Classement de l'étape \| Classement de l'étape \| Classement de l'étape \| Classement de l'étape \| \| Coureur \| Coureur \| Pays \| Équipe \| Temps \| \| --------------------- \| --------------------- \| --------------------- \| ------------------------------- \| --------------------- \| \| 1er \| Marco Fincato \| Italie \| Fassa Bortolo \| 3 h 58 min 31 s \| \| 2e \| Salvatore Commesso \| Italie \| Saeco-Valli & Valli \| + 21 s \| \| 3e \| Maarten den Bakker \| Pays-Bas \| Rabobank \| + 21 s \| \| 4e \| Nico Mattan \| Belgique \| Cofidis-Le Crédit par Téléphone \| + 21 s \| \| 5e \| Matthias Buxhofer \| Autriche \| Phonak Hearing Systems \| + 21 s \| \| 6e \| Mauro Gianetti \| Suisse \| Vini Caldirola-Sidermec \| + 21 s \| \| 7e \| Armin Meier \| Suisse \| Saeco-Valli & Valli \| + 24 s \| \| 8e \| Fred Rodriguez \| États-Unis \| Mapei-Quick Step \| + 26 s \| \| 9e \| Jan Bratkowski \| Allemagne \| Mercury-Mannheim Auctions \| + 26 s \| \| 10e \| Christian Heule \| Suisse \| Post Swiss Team \| + 26 s \| |                    |            |                                 |                 |
| |                    |            |                                 |                 |
| |                    |            |                                 |                 |
| Classement de l'étape |                    |            |                                 |                 |
| Coureur | Coureur            | Pays       | Équipe                          | Temps           |
| 1er | Marco Fincato      | Italie     | Fassa Bortolo                   | 3 h 58 min 31 s |
| 2e | Salvatore Commesso | Italie     | Saeco-Valli & Valli             | + 21 s          |
| 3e | Maarten den Bakker | Pays-Bas   | Rabobank                        | + 21 s          |
| 4e | Nico Mattan        | Belgique   | Cofidis-Le Crédit par Téléphone | + 21 s          |
| 5e | Matthias Buxhofer  | Autriche   | Phonak Hearing Systems          | + 21 s          |
| 6e | Mauro Gianetti     | Suisse     | Vini Caldirola-Sidermec         | + 21 s          |
| 7e | Armin Meier        | Suisse     | Saeco-Valli & Valli             | + 24 s          |
| 8e | Fred Rodriguez     | États-Unis | Mapei-Quick Step                | + 26 s          |
| 9e | Jan Bratkowski     | Allemagne  | Mercury-Mannheim Auctions       | + 26 s          |
| 10e | Christian Heule    | Suisse     | Post Swiss Team                 | + 26 s          |

| \| Classement général \| Classement général \| Classement général \| Classement général \| Classement général \| \| Coureur \| Coureur \| Pays \| Équipe \| Temps \| \| ------------------ \| ------------------ \| ------------------ \| --------------------- \| ------------------ \| \| 1er \| Jan Ullrich \| Allemagne \| Deutsche Telekom \| 20 h 53 min 26 s \| \| 2e \| Eddy Mazzoleni \| Italie \| Polti \| + 13 s \| \| 3e \| Oscar Camenzind \| Suisse \| Lampre-Daikin \| + 16 s \| \| 4e \| Dario Frigo \| Italie \| Fassa Bortolo \| + 30 s \| \| 5e \| Daniele Nardello \| Italie \| Mapei-Quick Step \| + 33 s \| \| 6e \| Wladimir Belli \| Italie \| Fassa Bortolo \| + 42 s \| \| 7e \| Sven Montgomery \| Suisse \| La Française des jeux \| + 1 min 58 s \| \| 8e \| Andrei Teteriouk \| Kazakhstan \| Liquigas-Pata \| + 2 min 40 s \| \| 9e \| Richard Virenque \| France \| Polti \| + 2 min 42 s \| \| 10e \| Oscar Mason \| Italie \| Mercatone Uno-Albacom \| + 4 min 22 s \| |                  |            |                       |                  |
| |                  |            |                       |                  |
| |                  |            |                       |                  |
| Classement général |                  |            |                       |                  |
| Coureur | Coureur          | Pays       | Équipe                | Temps            |
| 1er | Jan Ullrich      | Allemagne  | Deutsche Telekom      | 20 h 53 min 26 s |
| 2e | Eddy Mazzoleni   | Italie     | Polti                 | + 13 s           |
| 3e | Oscar Camenzind  | Suisse     | Lampre-Daikin         | + 16 s           |
| 4e | Dario Frigo      | Italie     | Fassa Bortolo         | + 30 s           |
| 5e | Daniele Nardello | Italie     | Mapei-Quick Step      | + 33 s           |
| 6e | Wladimir Belli   | Italie     | Fassa Bortolo         | + 42 s           |
| 7e | Sven Montgomery  | Suisse     | La Française des jeux | + 1 min 58 s     |
| 8e | Andrei Teteriouk | Kazakhstan | Liquigas-Pata         | + 2 min 40 s     |
| 9e | Richard Virenque | France     | Polti                 | + 2 min 42 s     |
| 10e | Oscar Mason      | Italie     | Mercatone Uno-Albacom | + 4 min 22 s     |

### 8eétape
La 8e étape est tracée entre la ville de Locarno, dont l'étape d'hier était déjà partie, et la commune de La Punt Chamues-ch sur une distance de 170 kilomètres. C'est la première des deux étapes de montagne finales de cette édition. Elle passe notamment par le Col du San Bernardino à plus de 2000m d'altitude et le Col de l'Albula, une montée de plus de 30 km à près de 5% de moyenne.
En première partie d'étape, l'équipe Deutsche Telekom du leader Allemand Jan Ullrich contrôle le peloton. La course se décante dans la dernière ascension. Le Slovène Tadej Valjavec (Fassa Bortolo) tente une échappée en solitaire et arrive au sommet en tête à dix kilomètres de l'arrivée. L'Italien Michele Bartoli (Mapei-Quick Step) le rejoint dans la descente mais un groupe de dix coureurs se reforme juste avant l'arrivée. Les principaux favoris sont présents excepté Ullrich, qui n'a pas pu suivre l'ensemble des attaques dans la montée. Au sprint parmi ce groupe de dix coureurs, c'est l'Italien Stefano Garzelli (Mercatone Uno-Albacom) qui s'impose à La Punt, en devançant dans le même temps son compatriote Gilberto Simoni (Lampre-Daikin) et le Français Richard Virenque (Polti).
Présent dans le groupe de tête qui se dispute la victoire, le Suisse Oscar Camenzind (Lampre-Daikin) profite de la défaillance d'Ullrich pour s'emparer du maillot jaune de leader du classement général devant les deux coéquipiers de la Fassa Bortolo, les Italiens Dario Frigo et Wladimir Belli. Ullrich se retrouve 4e du classement. Le vainqueur Garzelli conserve son maillot noir de leader du classement de la montagne et Marco Fincato, 8e de l'étape, s'empare du le maillot rouge de leader du classement par points au détriment de l'Américain Fred Rodriguez (Mapei-Quick Step).
| \| Classement de l'étape \| Classement de l'étape \| Classement de l'étape \| Classement de l'étape \| Classement de l'étape \| \| Coureur \| Coureur \| Pays \| Équipe \| Temps \| \| --------------------- \| --------------------- \| --------------------- \| --------------------- \| --------------------- \| \| 1er \| Stefano Garzelli \| Italie \| Mercatone Uno-Albacom \| 4 h 40 min 19 s \| \| 2e \| Gilberto Simoni \| Italie \| Lampre-Daikin \| + 0 s \| \| 3e \| Richard Virenque \| France \| Polti \| + 0 s \| \| 4e \| Michele Bartoli \| Italie \| Mapei-Quick Step \| + 0 s \| \| 5e \| Wladimir Belli \| Italie \| Fassa Bortolo \| + 0 s \| \| 6e \| Dario Frigo \| Italie \| Fassa Bortolo \| + 0 s \| \| 7e \| Oscar Camenzind \| Suisse \| Lampre-Daikin \| + 0 s \| \| 8e \| Marco Fincato \| Italie \| Fassa Bortolo \| + 0 s \| \| 9e \| Tadej Valjavec \| Slovénie \| Fassa Bortolo \| + 0 s \| \| 10e \| Sven Montgomery \| Suisse \| La Française des jeux \| + 0 s \| |                  |          |                       |                 |
| |                  |          |                       |                 |
| |                  |          |                       |                 |
| Classement de l'étape |                  |          |                       |                 |
| Coureur | Coureur          | Pays     | Équipe                | Temps           |
| 1er | Stefano Garzelli | Italie   | Mercatone Uno-Albacom | 4 h 40 min 19 s |
| 2e | Gilberto Simoni  | Italie   | Lampre-Daikin         | + 0 s           |
| 3e | Richard Virenque | France   | Polti                 | + 0 s           |
| 4e | Michele Bartoli  | Italie   | Mapei-Quick Step      | + 0 s           |
| 5e | Wladimir Belli   | Italie   | Fassa Bortolo         | + 0 s           |
| 6e | Dario Frigo      | Italie   | Fassa Bortolo         | + 0 s           |
| 7e | Oscar Camenzind  | Suisse   | Lampre-Daikin         | + 0 s           |
| 8e | Marco Fincato    | Italie   | Fassa Bortolo         | + 0 s           |
| 9e | Tadej Valjavec   | Slovénie | Fassa Bortolo         | + 0 s           |
| 10e | Sven Montgomery  | Suisse   | La Française des jeux | + 0 s           |

| \| Classement général \| Classement général \| Classement général \| Classement général \| Classement général \| \| Coureur \| Coureur \| Pays \| Équipe \| Temps \| \| ------------------ \| ------------------ \| ------------------ \| --------------------- \| ------------------ \| \| 1er \| Oscar Camenzind \| Suisse \| Lampre-Daikin \| 25 h 34 min 01 s \| \| 2e \| Dario Frigo \| Italie \| Fassa Bortolo \| + 14 s \| \| 3e \| Wladimir Belli \| Italie \| Fassa Bortolo \| + 26 s \| \| 4e \| Jan Ullrich \| Allemagne \| Deutsche Telekom \| + 1 min 41 s \| \| 5e \| Sven Montgomery \| Suisse \| La Française des jeux \| + 1 min 42 s \| \| 6e \| Eddy Mazzoleni \| Italie \| Polti \| + 1 min 54 s \| \| 7e \| Daniele Nardello \| Italie \| Mapei-Quick Step \| + 2 min 14 s \| \| 8e \| Richard Virenque \| France \| Polti \| + 2 min 22 s \| \| 9e \| Tadej Valjavec \| Slovénie \| Fassa Bortolo \| + 4 min 42 s \| \| 10e \| Michael Boogerd \| Pays-Bas \| Rabobank \| + 5 min 17 s \| |                  |           |                       |                  |
| |                  |           |                       |                  |
| |                  |           |                       |                  |
| Classement général |                  |           |                       |                  |
| Coureur | Coureur          | Pays      | Équipe                | Temps            |
| 1er | Oscar Camenzind  | Suisse    | Lampre-Daikin         | 25 h 34 min 01 s |
| 2e | Dario Frigo      | Italie    | Fassa Bortolo         | + 14 s           |
| 3e | Wladimir Belli   | Italie    | Fassa Bortolo         | + 26 s           |
| 4e | Jan Ullrich      | Allemagne | Deutsche Telekom      | + 1 min 41 s     |
| 5e | Sven Montgomery  | Suisse    | La Française des jeux | + 1 min 42 s     |
| 6e | Eddy Mazzoleni   | Italie    | Polti                 | + 1 min 54 s     |
| 7e | Daniele Nardello | Italie    | Mapei-Quick Step      | + 2 min 14 s     |
| 8e | Richard Virenque | France    | Polti                 | + 2 min 22 s     |
| 9e | Tadej Valjavec   | Slovénie  | Fassa Bortolo         | + 4 min 42 s     |
| 10e | Michael Boogerd  | Pays-Bas  | Rabobank              | + 5 min 17 s     |

### 9eétape
La 9e étape de cette édition est la dernière de montagne. Elle est tracée entre la ville de Saint-Moritz et celle d'Arosa, toutes deux situées dans le Canton des Grisons.
Dans la première partie de l'étape, dix coureurs s'échappent et forment l'échappée dès la première ascension de la journée, le Flüelapass. Ils prennent jusqu'à onze minutes d'avance mais le mieux classé est l'Autrichien Matthias Buxhofer (Phonak), 36e à plus de 26 minutes. Le peloton laisse alors le champ libre aux fuyards et se réserve pour l'ascension finale, la montée à Arosa, montée de 25 kilomètres avec des passages à 18%. A l'avant, l'échappée se décante et c'est l'Italien Francesco Secchiari (Saeco-Valli & Valli) avec plus de trois minutes d'avance sur son coéquipier le champion d'Italie Salvatore Commesso et le Suisse Christian Heule (Post Swiss. Parmi les favoris, les deux Italiens de l'équipe Fassa Bortolo Wladimir Belli et Dario Frigo attaquent tour à tour le leader du classement général, le Suisse Oscar Camenzind (Lampre-Daikin) avec notamment le Français Richard Virenque (Polti). Celui-ci résiste grâce notamment à son coéquipier Gilberto Simoni et les principaux leaders terminent l'étape ensemble, Camenzind conservant son maillot jaune de leader.
Camenzind conserve donc son maillot jaune de leader du classement général devant les deux membres de l'équipe Fassa Bortolo, Dario Frigo à 14 secondes et Wladimir Belli à 26 secondes. L'ancien leader l'Allemand Jan Ullrich (Deutsche Telekom) perd encore plus de vingt secondes sur les autres leaders et perd une place au classement général au profit du Suisse Sven Montgomery (La Française des Jeux). Le leader du classement de la montagne, Stefano Garzelli (Mercatone Uno-Albacom) conserve son maillot noir de leader, de même pour Marco Fincato (Fassa Bortolo) qui conserve son maillot rouge de leader du classement par points
| \| Classement de l'étape \| Classement de l'étape \| Classement de l'étape \| Classement de l'étape \| Classement de l'étape \| \| Coureur \| Coureur \| Pays \| Équipe \| Temps \| \| --------------------- \| --------------------- \| --------------------- \| ----------------------- \| --------------------- \| \| 1er \| Francesco Secchiari \| Italie \| Saeco-Valli & Valli \| 3 h 47 min 59 s \| \| 2e \| Salvatore Commesso \| Italie \| Saeco-Valli & Valli \| + 3 min 34 s \| \| 3e \| Christian Heule \| Suisse \| Post Swiss Team \| + 3 min 44 s \| \| 4e \| Sven Teutenberg \| Allemagne \| Gerolsteiner \| + 4 min 20 s \| \| 5e \| Massimo Podenzana \| Italie \| Mercatone Uno-Albacom \| + 4 min 20 s \| \| 6e \| Marc Wauters \| Belgique \| Rabobank \| + 5 min 08 s \| \| 7e \| Stefan Rütimann \| Suisse \| Vini Caldirola-Sidermec \| + 5 min 20 s \| \| 8e \| Matthias Buxhofer \| Autriche \| Phonak Hearing Systems \| + 5 min 32 s \| \| 9e \| Massimiliano Mori \| Italie \| Saeco-Valli & Valli \| + 7 min 22 s \| \| 10e \| Michael Boogerd \| Pays-Bas \| Rabobank \| + 8 min 17 s \| |                     |           |                         |                 |
| |                     |           |                         |                 |
| |                     |           |                         |                 |
| Classement de l'étape |                     |           |                         |                 |
| Coureur | Coureur             | Pays      | Équipe                  | Temps           |
| 1er | Francesco Secchiari | Italie    | Saeco-Valli & Valli     | 3 h 47 min 59 s |
| 2e | Salvatore Commesso  | Italie    | Saeco-Valli & Valli     | + 3 min 34 s    |
| 3e | Christian Heule     | Suisse    | Post Swiss Team         | + 3 min 44 s    |
| 4e | Sven Teutenberg     | Allemagne | Gerolsteiner            | + 4 min 20 s    |
| 5e | Massimo Podenzana   | Italie    | Mercatone Uno-Albacom   | + 4 min 20 s    |
| 6e | Marc Wauters        | Belgique  | Rabobank                | + 5 min 08 s    |
| 7e | Stefan Rütimann     | Suisse    | Vini Caldirola-Sidermec | + 5 min 20 s    |
| 8e | Matthias Buxhofer   | Autriche  | Phonak Hearing Systems  | + 5 min 32 s    |
| 9e | Massimiliano Mori   | Italie    | Saeco-Valli & Valli     | + 7 min 22 s    |
| 10e | Michael Boogerd     | Pays-Bas  | Rabobank                | + 8 min 17 s    |

| \| Classement général \| Classement général \| Classement général \| Classement général \| Classement général \| \| Coureur \| Coureur \| Pays \| Équipe \| Temps \| \| ------------------ \| ------------------ \| ------------------ \| --------------------- \| ------------------ \| \| 1er \| Oscar Camenzind \| Suisse \| Lampre-Daikin \| 29 h 30 min 21 s \| \| 2e \| Dario Frigo \| Italie \| Fassa Bortolo \| + 14 s \| \| 3e \| Wladimir Belli \| Italie \| Fassa Bortolo \| + 26 s \| \| 4e \| Sven Montgomery \| Suisse \| La Française des jeux \| + 1 min 42 s \| \| 5e \| Jan Ullrich \| Allemagne \| Deutsche Telekom \| + 2 min 07 s \| \| 6e \| Richard Virenque \| France \| Polti \| + 2 min 22 s \| \| 7e \| Daniele Nardello \| Italie \| Mapei-Quick Step \| + 2 min 40 s \| \| 8e \| Michael Boogerd \| Pays-Bas \| Rabobank \| + 5 min 13 s \| \| 9e \| Oscar Mason \| Italie \| Mercatone Uno-Albacom \| + 6 min 21 s \| \| 10e \| Daniel Atienza \| Espagne \| Saeco-Valli & Valli \| + 6 min 40 s \| |                  |           |                       |                  |
| |                  |           |                       |                  |
| |                  |           |                       |                  |
| Classement général |                  |           |                       |                  |
| Coureur | Coureur          | Pays      | Équipe                | Temps            |
| 1er | Oscar Camenzind  | Suisse    | Lampre-Daikin         | 29 h 30 min 21 s |
| 2e | Dario Frigo      | Italie    | Fassa Bortolo         | + 14 s           |
| 3e | Wladimir Belli   | Italie    | Fassa Bortolo         | + 26 s           |
| 4e | Sven Montgomery  | Suisse    | La Française des jeux | + 1 min 42 s     |
| 5e | Jan Ullrich      | Allemagne | Deutsche Telekom      | + 2 min 07 s     |
| 6e | Richard Virenque | France    | Polti                 | + 2 min 22 s     |
| 7e | Daniele Nardello | Italie    | Mapei-Quick Step      | + 2 min 40 s     |
| 8e | Michael Boogerd  | Pays-Bas  | Rabobank              | + 5 min 13 s     |
| 9e | Oscar Mason      | Italie    | Mercatone Uno-Albacom | + 6 min 21 s     |
| 10e | Daniel Atienza   | Espagne   | Saeco-Valli & Valli   | + 6 min 40 s     |

### 10eétape
La 10e et dernière étape de cette édition est tracée entre la ville de Herisau dans le canton d'Appenzell Rhodes-Extérieures et celle de Baden dans le canton d'Argovie sur une distance de 175 kilomètres. C'est une étape sans grandes difficultés.
Après plusieurs attaques en début d'étape, cinq hommes finissent par se détacher du peloton après 60 kilomètres. On retrouve les Italiens Stefano Zanini (Mapei-Quick Step) et Ellis Rastelli (Liquigas-Pata) le Néerlandais Marc Lotz (Rabobank), le Suisse Marcel Strauss (Post Swiss) et l'Autrichien Thomas Mühlbacher (Gerolsteiner). Comme aucun d'entre eux n'est dangereux pour le classement général, l'écart monte vite pour atteindre 12 minutes et 45 secondes au kilomètre 130.
En fin de course, le régional de l'étape Strauss attaque mais seul Rastelli est décroché. Zanini En profite pour remporter l'étape au sprint devant Mühlbacher Strauss. Son équipier l'Américain Fred Rodriguez remporte le sprint du peloton sept minutes et 30 secondes plus tard, lui permettant de reprendre le maillot rouge de leader du classement par points.
| \| Classement de l'étape \| Classement de l'étape \| Classement de l'étape \| Classement de l'étape \| Classement de l'étape \| \| Coureur \| Coureur \| Pays \| Équipe \| Temps \| \| --------------------- \| --------------------- \| --------------------- \| --------------------- \| --------------------- \| \| 1er \| Stefano Zanini \| Italie \| Mapei-Quick Step \| 4 h 23 min 13 s \| \| 2e \| Thomas Mühlbacher \| Autriche \| Gerolsteiner \| + 0 s \| \| 3e \| Marcel Strauss \| Suisse \| Post Swiss Team \| + 0 s \| \| 4e \| Marc Lotz \| Pays-Bas \| Rabobank \| + 0 s \| \| 5e \| Ellis Rastelli \| Italie \| Liquigas-Pata \| + 11 s \| \| 6e \| Fred Rodriguez \| États-Unis \| Mapei-Quick Step \| + 7 min 31 s \| \| 7e \| Markus Zberg \| Suisse \| Rabobank \| + 7 min 31 s \| \| 8e \| René Haselbacher \| Autriche \| Gerolsteiner \| + 7 min 31 s \| \| 9e \| Richard Virenque \| France \| Polti \| + 7 min 31 s \| \| 10e \| Oscar Mason \| Italie \| Mercatone Uno-Albacom \| + 7 min 31 s \| |                   |            |                       |                 |
| |                   |            |                       |                 |
| |                   |            |                       |                 |
| Classement de l'étape |                   |            |                       |                 |
| Coureur | Coureur           | Pays       | Équipe                | Temps           |
| 1er | Stefano Zanini    | Italie     | Mapei-Quick Step      | 4 h 23 min 13 s |
| 2e | Thomas Mühlbacher | Autriche   | Gerolsteiner          | + 0 s           |
| 3e | Marcel Strauss    | Suisse     | Post Swiss Team       | + 0 s           |
| 4e | Marc Lotz         | Pays-Bas   | Rabobank              | + 0 s           |
| 5e | Ellis Rastelli    | Italie     | Liquigas-Pata         | + 11 s          |
| 6e | Fred Rodriguez    | États-Unis | Mapei-Quick Step      | + 7 min 31 s    |
| 7e | Markus Zberg      | Suisse     | Rabobank              | + 7 min 31 s    |
| 8e | René Haselbacher  | Autriche   | Gerolsteiner          | + 7 min 31 s    |
| 9e | Richard Virenque  | France     | Polti                 | + 7 min 31 s    |
| 10e | Oscar Mason       | Italie     | Mercatone Uno-Albacom | + 7 min 31 s    |

## Classements finals

### Classement général
| \| Classement général \| Classement général \| Classement général \| Classement général \| Classement général \| \| Coureur \| Coureur \| Pays \| Équipe \| Temps \| \| ------------------ \| ------------------ \| ------------------ \| --------------------- \| ------------------ \| \| 1er \| Oscar Camenzind \| Suisse \| Lampre-Daikin \| 34 h 01 min 05 s \| \| 2e \| Dario Frigo \| Italie \| Fassa Bortolo \| + 14 s \| \| 3e \| Wladimir Belli \| Italie \| Fassa Bortolo \| + 26 s \| \| 4e \| Sven Montgomery \| Suisse \| La Française des jeux \| + 1 min 42 s \| \| 5e \| Jan Ullrich \| Allemagne \| Deutsche Telekom \| + 2 min 07 s \| \| 6e \| Richard Virenque \| France \| Polti \| + 2 min 22 s \| \| 7e \| Daniele Nardello \| Italie \| Mapei-Quick Step \| + 2 min 40 s \| \| 8e \| Michael Boogerd \| Pays-Bas \| Rabobank \| + 5 min 13 s \| \| 9e \| Oscar Mason \| Italie \| Mercatone Uno-Albacom \| + 6 min 21 s \| \| 10e \| Daniel Atienza \| Espagne \| Saeco-Valli & Valli \| + 6 min 40 s \| |                  |           |                       |                  |
| |                  |           |                       |                  |
| |                  |           |                       |                  |
| Classement général |                  |           |                       |                  |
| Coureur | Coureur          | Pays      | Équipe                | Temps            |
| 1er | Oscar Camenzind  | Suisse    | Lampre-Daikin         | 34 h 01 min 05 s |
| 2e | Dario Frigo      | Italie    | Fassa Bortolo         | + 14 s           |
| 3e | Wladimir Belli   | Italie    | Fassa Bortolo         | + 26 s           |
| 4e | Sven Montgomery  | Suisse    | La Française des jeux | + 1 min 42 s     |
| 5e | Jan Ullrich      | Allemagne | Deutsche Telekom      | + 2 min 07 s     |
| 6e | Richard Virenque | France    | Polti                 | + 2 min 22 s     |
| 7e | Daniele Nardello | Italie    | Mapei-Quick Step      | + 2 min 40 s     |
| 8e | Michael Boogerd  | Pays-Bas  | Rabobank              | + 5 min 13 s     |
| 9e | Oscar Mason      | Italie    | Mercatone Uno-Albacom | + 6 min 21 s     |
| 10e | Daniel Atienza   | Espagne   | Saeco-Valli & Valli   | + 6 min 40 s     |

### Classements annexes
| Classement par points | Classement par points | Classement par points | Classement par points | Classement par points |
| Coureur               | Coureur               | Pays                  | Équipe                | Points                |
| --------------------- | --------------------- | --------------------- | --------------------- | --------------------- |
| 1er                   | Fred Rodriguez        | États-Unis            | Mapei-Quick Step      | 55 pts                |
| 2e                    | Marco Fincato         | Italie                | Fassa Bortolo         | 46 pts                |
| 3e                    | Wladimir Belli        | Italie                | Fassa Bortolo         | 45 pts                |
| 4e                    | Sven Teutenberg       | Allemagne             | Gerolsteiner          | 41 pts                |
| 5e                    | Marcel Strauss        | Suisse                | Post Swiss Team       | 36 pts                |
| 6e                    | Eddy Mazzoleni        | Italie                | Polti                 | 32 pts                |
| 7e                    | Salvatore Commesso    | Italie                | Saeco-Valli & Valli   | 32 pts                |
| 8e                    | Stefano Garzelli      | Italie                | Mercatone Uno-Albacom | 31 pts                |
| 9e                    | Dario Frigo           | Italie                | Fassa Bortolo         | 30 pts                |
| 10e                   | Markus Zberg          | Suisse                | Rabobank              | 29 pts                |

| Classement par points | Classement par points | Classement par points | Classement par points | Classement par points |
| Coureur               | Coureur               | Pays                  | Équipe                | Points                |
| --------------------- | --------------------- | --------------------- | --------------------- | --------------------- |
| 1er                   | Fred Rodriguez        | États-Unis            | Mapei-Quick Step      | 55 pts                |
| 2e                    | Marco Fincato         | Italie                | Fassa Bortolo         | 46 pts                |
| 3e                    | Wladimir Belli        | Italie                | Fassa Bortolo         | 45 pts                |
| 4e                    | Sven Teutenberg       | Allemagne             | Gerolsteiner          | 41 pts                |
| 5e                    | Marcel Strauss        | Suisse                | Post Swiss Team       | 36 pts                |
| 6e                    | Eddy Mazzoleni        | Italie                | Polti                 | 32 pts                |
| 7e                    | Salvatore Commesso    | Italie                | Saeco-Valli & Valli   | 32 pts                |
| 8e                    | Stefano Garzelli      | Italie                | Mercatone Uno-Albacom | 31 pts                |
| 9e                    | Dario Frigo           | Italie                | Fassa Bortolo         | 30 pts                |
| 10e                   | Markus Zberg          | Suisse                | Rabobank              | 29 pts                |

| Classement de la montagne | Classement de la montagne | Classement de la montagne | Classement de la montagne | Classement de la montagne |
| Coureur                   | Coureur                   | Pays                      | Équipe                    | Points                    |
| ------------------------- | ------------------------- | ------------------------- | ------------------------- | ------------------------- |
| 1er                       | Stefano Garzelli          | Italie                    | Mercatone Uno-Albacom     | 72 pts                    |
| 2e                        | Stephan Gottschling       | Allemagne                 | Post Swiss Team           | 61 pts                    |
| 3e                        | Pascal Hervé              | France                    | Polti                     | 44 pts                    |
| 4e                        | Wladimir Belli            | Italie                    | Fassa Bortolo             | 43 pts                    |
| 5e                        | Salvatore Commesso        | Italie                    | Saeco-Valli & Valli       | 40 pts                    |
| 6e                        | Michael Boogerd           | Pays-Bas                  | Rabobank                  | 34 pts                    |
| 7e                        | Francesco Secchiari       | Italie                    | Saeco-Valli & Valli       | 28 pts                    |
| 8e                        | Daniel Schnider           | Suisse                    | La Française des jeux     | 23 pts                    |
| 9e                        | Eddy Mazzoleni            | Italie                    | Polti                     | 22 pts                    |
| 10e                       | Richard Virenque          | France                    | Polti                     | 22 pts                    |

| Classement de la montagne | Classement de la montagne | Classement de la montagne | Classement de la montagne | Classement de la montagne |
| Coureur                   | Coureur                   | Pays                      | Équipe                    | Points                    |
| ------------------------- | ------------------------- | ------------------------- | ------------------------- | ------------------------- |
| 1er                       | Stefano Garzelli          | Italie                    | Mercatone Uno-Albacom     | 72 pts                    |
| 2e                        | Stephan Gottschling       | Allemagne                 | Post Swiss Team           | 61 pts                    |
| 3e                        | Pascal Hervé              | France                    | Polti                     | 44 pts                    |
| 4e                        | Wladimir Belli            | Italie                    | Fassa Bortolo             | 43 pts                    |
| 5e                        | Salvatore Commesso        | Italie                    | Saeco-Valli & Valli       | 40 pts                    |
| 6e                        | Michael Boogerd           | Pays-Bas                  | Rabobank                  | 34 pts                    |
| 7e                        | Francesco Secchiari       | Italie                    | Saeco-Valli & Valli       | 28 pts                    |
| 8e                        | Daniel Schnider           | Suisse                    | La Française des jeux     | 23 pts                    |
| 9e                        | Eddy Mazzoleni            | Italie                    | Polti                     | 22 pts                    |
| 10e                       | Richard Virenque          | France                    | Polti                     | 22 pts                    |

| Classement des sprints | Classement des sprints | Classement des sprints | Classement des sprints | Classement des sprints |
| Coureur                | Coureur                | Pays                   | Équipe                 | Points                 |
| ---------------------- | ---------------------- | ---------------------- | ---------------------- | ---------------------- |
| 1er                    | Matthias Buxhofer      | Autriche               | Phonak Hearing Systems | 20 pts                 |
| 2e                     | Juan Manuel Gárate     | Espagne                | Lampre-Daikin          | 15 pts                 |
| 3e                     | Wladimir Belli         | Italie                 | Fassa Bortolo          | 9 pts                  |
| 4e                     | Pascal Hervé           | France                 | Polti                  | 9 pts                  |
| 5e                     | Francesco Secchiari    | Italie                 | Saeco-Valli & Valli    | 7 pts                  |
| 6e                     | Salvatore Commesso     | Italie                 | Saeco-Valli & Valli    | 7 pts                  |
| 7e                     | Marco Fincato          | Italie                 | Fassa Bortolo          | 6 pts                  |
| 8e                     | Gorazd Štangelj        | Slovénie               | Liquigas-Pata          | 6 pts                  |
| 9e                     | Thomas Mühlbacher      | Autriche               | Gerolsteiner           | 6 pts                  |
| 10e                    | Mariano Piccoli        | Italie                 | Lampre-Daikin          | 6 pts                  |

| Classement des sprints | Classement des sprints | Classement des sprints | Classement des sprints | Classement des sprints |
| Coureur                | Coureur                | Pays                   | Équipe                 | Points                 |
| ---------------------- | ---------------------- | ---------------------- | ---------------------- | ---------------------- |
| 1er                    | Matthias Buxhofer      | Autriche               | Phonak Hearing Systems | 20 pts                 |
| 2e                     | Juan Manuel Gárate     | Espagne                | Lampre-Daikin          | 15 pts                 |
| 3e                     | Wladimir Belli         | Italie                 | Fassa Bortolo          | 9 pts                  |
| 4e                     | Pascal Hervé           | France                 | Polti                  | 9 pts                  |
| 5e                     | Francesco Secchiari    | Italie                 | Saeco-Valli & Valli    | 7 pts                  |
| 6e                     | Salvatore Commesso     | Italie                 | Saeco-Valli & Valli    | 7 pts                  |
| 7e                     | Marco Fincato          | Italie                 | Fassa Bortolo          | 6 pts                  |
| 8e                     | Gorazd Štangelj        | Slovénie               | Liquigas-Pata          | 6 pts                  |
| 9e                     | Thomas Mühlbacher      | Autriche               | Gerolsteiner           | 6 pts                  |
| 10e                    | Mariano Piccoli        | Italie                 | Lampre-Daikin          | 6 pts                  |

| Classement par équipes | Classement par équipes | Classement par équipes | Classement par équipes |
| Équipe                 | Équipe                 | Pays                   | Temps                  |
| ---------------------- | ---------------------- | ---------------------- | ---------------------- |
| 1re                    | Fassa Bortolo          | Italie                 | 101 h 12 min 18 s      |
| 2e                     | Mercatone Uno-Albacom  | Italie                 | + 12 min 18 s          |
| 3e                     | Polti                  | Italie                 | + 20 min 32 s          |
| 4e                     | Deutsche Telekom       | Allemagne              | + 25 min 08 s          |
| 5e                     | Rabobank               | Pays-Bas               | + 25 min 54 s          |
| 6e                     | Saeco-Valli & Valli    | Italie                 | + 26 min 24 s          |
| 7e                     | Liquigas-Pata          | Italie                 | + 38 min 16 s          |
| 8e                     | Lampre-Daikin          | Italie                 | + 41 min 17 s          |
| 9e                     | Mapei-Quick Step       | Belgique               | + 50 min 43 s          |
| 10e                    | Post Swiss Team        | Suisse                 | + 1 h 13 min 12 s      |

| Classement par équipes | Classement par équipes | Classement par équipes | Classement par équipes |
| Équipe                 | Équipe                 | Pays                   | Temps                  |
| ---------------------- | ---------------------- | ---------------------- | ---------------------- |
| 1re                    | Fassa Bortolo          | Italie                 | 101 h 12 min 18 s      |
| 2e                     | Mercatone Uno-Albacom  | Italie                 | + 12 min 18 s          |
| 3e                     | Polti                  | Italie                 | + 20 min 32 s          |
| 4e                     | Deutsche Telekom       | Allemagne              | + 25 min 08 s          |
| 5e                     | Rabobank               | Pays-Bas               | + 25 min 54 s          |
| 6e                     | Saeco-Valli & Valli    | Italie                 | + 26 min 24 s          |
| 7e                     | Liquigas-Pata          | Italie                 | + 38 min 16 s          |
| 8e                     | Lampre-Daikin          | Italie                 | + 41 min 17 s          |
| 9e                     | Mapei-Quick Step       | Belgique               | + 50 min 43 s          |
| 10e                    | Post Swiss Team        | Suisse                 | + 1 h 13 min 12 s      |

## Évolution des classements
| Étape              | Vainqueur           | Classement général | Classement par points | Grand Prix de la montagne | Classement des sprints           | Classement par équipes |
| ------------------ | ------------------- | ------------------ | --------------------- | ------------------------- | -------------------------------- | ---------------------- |
| 1                  | Deutsche Telekom    | Steffen Wesemann   | ??                    | ??                        | ??                               | Deutsche Telekom       |
| 2                  | Fred Rodriguez      | Markus Zberg       | Fred Rodriguez        | Tadej Valjavec            | Pascal Hervé                     | Mapei-Quick Step       |
| 3                  | Wladimir Belli      | Michael Boogerd    | Fred Rodriguez        | Stephan Gottschling       | ??                               | Rabobank               |
| 4                  | Pascal Hervé        | Pascal Hervé       | Fred Rodriguez        | Stephan Gottschling       | ??                               | Mapei-Quick Step       |
| 5                  | Raivis Belohvoščiks | Jan Ullrich        | Fred Rodriguez        | Stephan Gottschling       | ??                               | Fassa Bortolo          |
| 6                  | Eddy Mazzoleni      | Jan Ullrich        | Wladimir Belli        | Stefano Garzelli          | ??                               | Fassa Bortolo          |
| 7                  | Marco Fincato       | Jan Ullrich        | Fred Rodriguez        | Stefano Garzelli          | ??                               | Fassa Bortolo          |
| 8                  | Stefano Garzelli    | Oscar Camenzind    | Marco Fincato         | Stefano Garzelli          | ??                               | Fassa Bortolo          |
| 9                  | Francesco Secchiari | Oscar Camenzind    | Marco Fincato         | Stefano Garzelli          | ??                               | Fassa Bortolo          |
| 10                 | Stefano Zanini      | Oscar Camenzind    | Fred Rodriguez        | Stefano Garzelli          | ??                               | Fassa Bortolo          |
| Classements finals | Classements finals  | Oscar Camenzind    | Fred Rodriguez        | Stefano Garzelli          | Pascal Hervé / Matthias Buxhofer | Fassa Bortolo          |

## Liste des participants
| Vini Caldirola-Sidermec ___ | Vini Caldirola-Sidermec ___ | Vini Caldirola-Sidermec ___ |
| --------------------------- | --------------------------- | --------------------------- |
| Num                         | Coureur                     | Pos                         |
| 1                           | Francesco Casagrande (ITA)  |                             |
| 2                           | Patrick Calcagni (SUI)      |                             |
| 4                           | Massimo Donati (ITA)        |                             |
| 5                           | Mauro Zanetti (ITA)         |                             |
| 6                           | Mauro Gianetti (SUI)        |                             |
| 7                           | Stefan Rütimann (SUI)       |                             |
| 8                           | Pietro Zucconi (SUI)        |                             |

| Mapei-Quick Step MAP | Mapei-Quick Step MAP   | Mapei-Quick Step MAP |
| -------------------- | ---------------------- | -------------------- |
| Num                  | Coureur                | Pos                  |
| 11                   | Michele Bartoli (ITA)  |                      |
| 12                   | Fred Rodriguez (USA)   |                      |
| 13                   | Johan Museeuw (BEL)    |                      |
| 14                   | Daniele Nardello (ITA) |                      |
| 15                   | Wilfried Peeters (BEL) |                      |
| 16                   | Tom Steels (BEL)       |                      |
| 17                   | David Tani (ITA)       |                      |
| 18                   | Stefano Zanini (ITA)   |                      |

| Deutsche Telekom TEL | Deutsche Telekom TEL       | Deutsche Telekom TEL |
| -------------------- | -------------------------- | -------------------- |
| Num                  | Coureur                    | Pos                  |
| 21                   | Jan Ullrich (GER)          |                      |
| 22                   | Rolf Aldag (GER)           |                      |
| 23                   | Udo Bölts (GER)            |                      |
| 24                   | Alberto Elli (ITA)         |                      |
| 25                   | Giuseppe Guerini (ITA)     |                      |
| 26                   | Jens Heppner (GER)         |                      |
| 27                   | Alexandre Vinokourov (KAZ) |                      |
| 28                   | Steffen Wesemann (GER)     |                      |

| Rabobank RAB | Rabobank RAB             | Rabobank RAB |
| ------------ | ------------------------ | ------------ |
| Num          | Coureur                  | Pos          |
| 31           | Michael Boogerd (NED)    |              |
| 32           | Niki Aebersold (SUI)     |              |
| 33           | Maarten den Bakker (NED) |              |
| 34           | Marc Lotz (NED)          |              |
| 35           | Grischa Niermann (GER)   |              |
| 36           | Rolf Sørensen (DEN)      |              |
| 37           | Marc Wauters (BEL)       |              |
| 38           | Markus Zberg (SUI)       |              |

| Lampre-Daikin LAM | Lampre-Daikin LAM         | Lampre-Daikin LAM |
| ----------------- | ------------------------- | ----------------- |
| Num               | Coureur                   | Pos               |
| 41                | Oscar Camenzind (SUI)     |                   |
| 42                | Simone Bertoletti (ITA)   |                   |
| 43                | Marco Della Vedova (ITA)  |                   |
| 44                | Juan Manuel Gárate (ESP)  |                   |
| 45                | Raivis Belohvoščiks (LAT) |                   |
| 46                | Robert Hunter (RSA)       |                   |
| 47                | Mariano Piccoli (ITA)     |                   |
| 48                | Gilberto Simoni (ITA)     |                   |

| Fassa Bortolo FAS | Fassa Bortolo FAS       | Fassa Bortolo FAS |
| ----------------- | ----------------------- | ----------------- |
| Num               | Coureur                 | Pos               |
| 51                | Wladimir Belli (ITA)    |                   |
| 52                | Marco Fincato (ITA)     |                   |
| 53                | Dario Frigo (ITA)       |                   |
| 54                | Leonardo Giordani (ITA) |                   |
| 55                | Volodymyr Gustov (UKR)  |                   |
| 56                | Matteo Tosatto (ITA)    |                   |
| 57                | Paolo Tiralongo (ITA)   |                   |
| 58                | Tadej Valjavec (SLO)    |                   |

| Cofidis-Le Crédit par Téléphone COF | Cofidis-Le Crédit par Téléphone COF | Cofidis-Le Crédit par Téléphone COF |
| ----------------------------------- | ----------------------------------- | ----------------------------------- |
| Num                                 | Coureur                             | Pos                                 |
| 61                                  | Frank Vandenbroucke (BEL)           |                                     |
| 62                                  | Philippe Gaumont (FRA)              |                                     |
| 63                                  | Peter Farazijn (BEL)                |                                     |
| 64                                  | Massimiliano Lelli (ITA)            |                                     |
| 65                                  | Arnaud Prétot (FRA)                 |                                     |
| 66                                  | Nico Mattan (BEL)                   |                                     |
| 67                                  | Roland Meier (SUI)                  |                                     |
| 68                                  | Chris Peers (BEL)                   |                                     |

| Saeco-Valli & Valli SAE | Saeco-Valli & Valli SAE   | Saeco-Valli & Valli SAE |
| ----------------------- | ------------------------- | ----------------------- |
| Num                     | Coureur                   | Pos                     |
| 71                      | Laurent Dufaux (SUI)      |                         |
| 72                      | Daniel Atienza (ESP)      |                         |
| 73                      | Valentino China (ITA)     |                         |
| 74                      | Salvatore Commesso (ITA)  |                         |
| 75                      | Armin Meier (SUI)         |                         |
| 76                      | Massimiliano Mori (ITA)   |                         |
| 77                      | Francesco Secchiari (ITA) |                         |
| 78                      | Igor Pugaci (MDA)         |                         |

| Lotto-Adecco LOT | Lotto-Adecco LOT       | Lotto-Adecco LOT |
| ---------------- | ---------------------- | ---------------- |
| Num              | Coureur                | Pos              |
| 81               | Andreï Tchmil (BEL)    |                  |
| 82               | Serge Baguet (BEL)     |                  |
| 83               | Koen Beeckman (BEL)    |                  |
| 84               | Jacky Durand (FRA)     |                  |
| 85               | Mario Aerts (BEL)      |                  |
| 87               | Thierry Marichal (BEL) |                  |
| 88               | Peter Wuyts (BEL)      |                  |

| Liquigas-Pata ___ | Liquigas-Pata ___      | Liquigas-Pata ___ |
| ----------------- | ---------------------- | ----------------- |
| Num               | Coureur                | Pos               |
| 91                | Ellis Rastelli (ITA)   |                   |
| 92                | Stefano Cattai (ITA)   |                   |
| 93                | Daniele Contrini (ITA) |                   |
| 94                | Fabio Marchesin (ITA)  |                   |
| 95                | Mirko Marini (ITA)     |                   |
| 96                | Fausto Dotti (ITA)     |                   |
| 97                | Gorazd Štangelj (SLO)  |                   |
| 98                | Andrei Teteriouk (KAZ) |                   |

| La Française des jeux FDJ | La Française des jeux FDJ | La Française des jeux FDJ |
| ------------------------- | ------------------------- | ------------------------- |
| Num                       | Coureur                   | Pos                       |
| 101                       | Fabrizio Guidi (ITA)      |                           |
| 102                       | Jean-Patrick Nazon (FRA)  |                           |
| 103                       | Christophe Mengin (FRA)   |                           |
| 104                       | Yvon Ledanois (FRA)       |                           |
| 105                       | Sven Montgomery (SUI)     |                           |
| 106                       | Daniel Schnider (SUI)     |                           |
| 107                       | Jean-Michel Tessier (FRA) |                           |
| 108                       | Frank Høj (DEN)           |                           |

| Mercatone Uno-Albacom ___ | Mercatone Uno-Albacom ___ | Mercatone Uno-Albacom ___ |
| ------------------------- | ------------------------- | ------------------------- |
| Num                       | Coureur                   | Pos                       |
| 111                       | Stefano Garzelli (ITA)    |                           |
| 112                       | Marco Artunghi (ITA)      |                           |
| 113                       | Massimo Cigana (ITA)      |                           |
| 114                       | Igor Astarloa (ESP)       |                           |
| 115                       | Daniele De Paoli (ITA)    |                           |
| 116                       | Oscar Mason (ITA)         |                           |
| 117                       | Gianmario Ortenzi (ITA)   |                           |
| 118                       | Massimo Podenzana (ITA)   |                           |

| Polti PLT | Polti PLT              | Polti PLT |
| --------- | ---------------------- | --------- |
| Num       | Coureur                | Pos       |
| 121       | Richard Virenque (FRA) |           |
| 122       | Rossano Brasi (ITA)    |           |
| 123       | Rafael Mateos (ESP)    |           |
| 124       | Eddy Mazzoleni (ITA)   |           |
| 125       | Mirko Crepaldi (ITA)   |           |
| 126       | Stéphane Goubert (FRA) |           |
| 127       | Pascal Hervé (FRA)     |           |
| 128       | Fabio Sacchi (ITA)     |           |

| Phonak Hearing Systems PHO | Phonak Hearing Systems PHO | Phonak Hearing Systems PHO |
| -------------------------- | -------------------------- | -------------------------- |
| Num                        | Coureur                    | Pos                        |
| 131                        | Pierre Bourquenoud (SUI)   |                            |
| 132                        | Matthias Buxhofer (AUT)    |                            |
| 133                        | Christian Charrière (SUI)  |                            |
| 134                        | Jérôme Delbove (FRA)       |                            |
| 135                        | Dominique Perras (CAN)     |                            |
| 136                        | René Stadelmann (SUI)      |                            |
| 137                        | Jochen Summer (AUT)        |                            |
| 138                        | Lukas Zumsteg (SUI)        |                            |

| Post Swiss Team POS | Post Swiss Team POS       | Post Swiss Team POS |
| ------------------- | ------------------------- | ------------------- |
| Num                 | Coureur                   | Pos                 |
| 141                 | Pierre Ackermann (SUI)    |                     |
| 142                 | Christian Sidler (SUI)    |                     |
| 143                 | Bruno Boscardin (SUI)     |                     |
| 144                 | Stephan Gottschling (GER) |                     |
| 145                 | Christian Heule (SUI)     |                     |
| 146                 | Dirk Müller (GER)         |                     |
| 147                 | Christian Poos (LUX)      |                     |
| 148                 | Marcel Strauss (SUI)      |                     |

| Gerolsteiner GST | Gerolsteiner GST           | Gerolsteiner GST |
| ---------------- | -------------------------- | ---------------- |
| Num              | Coureur                    | Pos              |
| 151              | René Haselbacher (AUT)     |                  |
| 152              | Svein Gaute Hølestøl (NOR) |                  |
| 153              | Thomas Mühlbacher (AUT)    |                  |
| 154              | Sven Teutenberg (GER)      |                  |
| 155              | Michael Rich (GER)         |                  |
| 156              | Torsten Schmidt (GER)      |                  |
| 157              | Tobias Steinhauser (GER)   |                  |
| 158              | Peter Wrolich (AUT)        |                  |

| Mercury-Mannheim Auctions ___ | Mercury-Mannheim Auctions ___ | Mercury-Mannheim Auctions ___ |
| ----------------------------- | ----------------------------- | ----------------------------- |
| Num                           | Coureur                       | Pos                           |
| 161                           | Jan Bratkowski (GER)          |                               |
| 162                           | Jamie Drew (AUS)              |                               |
| 163                           | Gordon Fraser (CAN)           |                               |
| 164                           | Christopher Horner (USA)      |                               |
| 165                           | Floyd Landis (USA)            |                               |
| 166                           | Henk Vogels (AUS)             |                               |
| 167                           | Kirk Willett (USA)            |                               |
| 168                           | Steve Zampieri (SUI)          |                               |

| Vini Caldirola-Sidermec ___ | Vini Caldirola-Sidermec ___ | Vini Caldirola-Sidermec ___ |
| --------------------------- | --------------------------- | --------------------------- |
| Num                         | Coureur                     | Pos                         |
| 1                           | Francesco Casagrande (ITA)  |                             |
| 2                           | Patrick Calcagni (SUI)      |                             |
| 4                           | Massimo Donati (ITA)        |                             |
| 5                           | Mauro Zanetti (ITA)         |                             |
| 6                           | Mauro Gianetti (SUI)        |                             |
| 7                           | Stefan Rütimann (SUI)       |                             |
| 8                           | Pietro Zucconi (SUI)        |                             |

| Mapei-Quick Step MAP | Mapei-Quick Step MAP   | Mapei-Quick Step MAP |
| -------------------- | ---------------------- | -------------------- |
| Num                  | Coureur                | Pos                  |
| 11                   | Michele Bartoli (ITA)  |                      |
| 12                   | Fred Rodriguez (USA)   |                      |
| 13                   | Johan Museeuw (BEL)    |                      |
| 14                   | Daniele Nardello (ITA) |                      |
| 15                   | Wilfried Peeters (BEL) |                      |
| 16                   | Tom Steels (BEL)       |                      |
| 17                   | David Tani (ITA)       |                      |
| 18                   | Stefano Zanini (ITA)   |                      |

| Deutsche Telekom TEL | Deutsche Telekom TEL       | Deutsche Telekom TEL |
| -------------------- | -------------------------- | -------------------- |
| Num                  | Coureur                    | Pos                  |
| 21                   | Jan Ullrich (GER)          |                      |
| 22                   | Rolf Aldag (GER)           |                      |
| 23                   | Udo Bölts (GER)            |                      |
| 24                   | Alberto Elli (ITA)         |                      |
| 25                   | Giuseppe Guerini (ITA)     |                      |
| 26                   | Jens Heppner (GER)         |                      |
| 27                   | Alexandre Vinokourov (KAZ) |                      |
| 28                   | Steffen Wesemann (GER)     |                      |

| Rabobank RAB | Rabobank RAB             | Rabobank RAB |
| ------------ | ------------------------ | ------------ |
| Num          | Coureur                  | Pos          |
| 31           | Michael Boogerd (NED)    |              |
| 32           | Niki Aebersold (SUI)     |              |
| 33           | Maarten den Bakker (NED) |              |
| 34           | Marc Lotz (NED)          |              |
| 35           | Grischa Niermann (GER)   |              |
| 36           | Rolf Sørensen (DEN)      |              |
| 37           | Marc Wauters (BEL)       |              |
| 38           | Markus Zberg (SUI)       |              |

| Lampre-Daikin LAM | Lampre-Daikin LAM         | Lampre-Daikin LAM |
| ----------------- | ------------------------- | ----------------- |
| Num               | Coureur                   | Pos               |
| 41                | Oscar Camenzind (SUI)     |                   |
| 42                | Simone Bertoletti (ITA)   |                   |
| 43                | Marco Della Vedova (ITA)  |                   |
| 44                | Juan Manuel Gárate (ESP)  |                   |
| 45                | Raivis Belohvoščiks (LAT) |                   |
| 46                | Robert Hunter (RSA)       |                   |
| 47                | Mariano Piccoli (ITA)     |                   |
| 48                | Gilberto Simoni (ITA)     |                   |

| Fassa Bortolo FAS | Fassa Bortolo FAS       | Fassa Bortolo FAS |
| ----------------- | ----------------------- | ----------------- |
| Num               | Coureur                 | Pos               |
| 51                | Wladimir Belli (ITA)    |                   |
| 52                | Marco Fincato (ITA)     |                   |
| 53                | Dario Frigo (ITA)       |                   |
| 54                | Leonardo Giordani (ITA) |                   |
| 55                | Volodymyr Gustov (UKR)  |                   |
| 56                | Matteo Tosatto (ITA)    |                   |
| 57                | Paolo Tiralongo (ITA)   |                   |
| 58                | Tadej Valjavec (SLO)    |                   |

| Cofidis-Le Crédit par Téléphone COF | Cofidis-Le Crédit par Téléphone COF | Cofidis-Le Crédit par Téléphone COF |
| ----------------------------------- | ----------------------------------- | ----------------------------------- |
| Num                                 | Coureur                             | Pos                                 |
| 61                                  | Frank Vandenbroucke (BEL)           |                                     |
| 62                                  | Philippe Gaumont (FRA)              |                                     |
| 63                                  | Peter Farazijn (BEL)                |                                     |
| 64                                  | Massimiliano Lelli (ITA)            |                                     |
| 65                                  | Arnaud Prétot (FRA)                 |                                     |
| 66                                  | Nico Mattan (BEL)                   |                                     |
| 67                                  | Roland Meier (SUI)                  |                                     |
| 68                                  | Chris Peers (BEL)                   |                                     |

| Saeco-Valli & Valli SAE | Saeco-Valli & Valli SAE   | Saeco-Valli & Valli SAE |
| ----------------------- | ------------------------- | ----------------------- |
| Num                     | Coureur                   | Pos                     |
| 71                      | Laurent Dufaux (SUI)      |                         |
| 72                      | Daniel Atienza (ESP)      |                         |
| 73                      | Valentino China (ITA)     |                         |
| 74                      | Salvatore Commesso (ITA)  |                         |
| 75                      | Armin Meier (SUI)         |                         |
| 76                      | Massimiliano Mori (ITA)   |                         |
| 77                      | Francesco Secchiari (ITA) |                         |
| 78                      | Igor Pugaci (MDA)         |                         |

| Lotto-Adecco LOT | Lotto-Adecco LOT       | Lotto-Adecco LOT |
| ---------------- | ---------------------- | ---------------- |
| Num              | Coureur                | Pos              |
| 81               | Andreï Tchmil (BEL)    |                  |
| 82               | Serge Baguet (BEL)     |                  |
| 83               | Koen Beeckman (BEL)    |                  |
| 84               | Jacky Durand (FRA)     |                  |
| 85               | Mario Aerts (BEL)      |                  |
| 87               | Thierry Marichal (BEL) |                  |
| 88               | Peter Wuyts (BEL)      |                  |

| Liquigas-Pata ___ | Liquigas-Pata ___      | Liquigas-Pata ___ |
| ----------------- | ---------------------- | ----------------- |
| Num               | Coureur                | Pos               |
| 91                | Ellis Rastelli (ITA)   |                   |
| 92                | Stefano Cattai (ITA)   |                   |
| 93                | Daniele Contrini (ITA) |                   |
| 94                | Fabio Marchesin (ITA)  |                   |
| 95                | Mirko Marini (ITA)     |                   |
| 96                | Fausto Dotti (ITA)     |                   |
| 97                | Gorazd Štangelj (SLO)  |                   |
| 98                | Andrei Teteriouk (KAZ) |                   |

| La Française des jeux FDJ | La Française des jeux FDJ | La Française des jeux FDJ |
| ------------------------- | ------------------------- | ------------------------- |
| Num                       | Coureur                   | Pos                       |
| 101                       | Fabrizio Guidi (ITA)      |                           |
| 102                       | Jean-Patrick Nazon (FRA)  |                           |
| 103                       | Christophe Mengin (FRA)   |                           |
| 104                       | Yvon Ledanois (FRA)       |                           |
| 105                       | Sven Montgomery (SUI)     |                           |
| 106                       | Daniel Schnider (SUI)     |                           |
| 107                       | Jean-Michel Tessier (FRA) |                           |
| 108                       | Frank Høj (DEN)           |                           |

| Mercatone Uno-Albacom ___ | Mercatone Uno-Albacom ___ | Mercatone Uno-Albacom ___ |
| ------------------------- | ------------------------- | ------------------------- |
| Num                       | Coureur                   | Pos                       |
| 111                       | Stefano Garzelli (ITA)    |                           |
| 112                       | Marco Artunghi (ITA)      |                           |
| 113                       | Massimo Cigana (ITA)      |                           |
| 114                       | Igor Astarloa (ESP)       |                           |
| 115                       | Daniele De Paoli (ITA)    |                           |
| 116                       | Oscar Mason (ITA)         |                           |
| 117                       | Gianmario Ortenzi (ITA)   |                           |
| 118                       | Massimo Podenzana (ITA)   |                           |

| Polti PLT | Polti PLT              | Polti PLT |
| --------- | ---------------------- | --------- |
| Num       | Coureur                | Pos       |
| 121       | Richard Virenque (FRA) |           |
| 122       | Rossano Brasi (ITA)    |           |
| 123       | Rafael Mateos (ESP)    |           |
| 124       | Eddy Mazzoleni (ITA)   |           |
| 125       | Mirko Crepaldi (ITA)   |           |
| 126       | Stéphane Goubert (FRA) |           |
| 127       | Pascal Hervé (FRA)     |           |
| 128       | Fabio Sacchi (ITA)     |           |

| Phonak Hearing Systems PHO | Phonak Hearing Systems PHO | Phonak Hearing Systems PHO |
| -------------------------- | -------------------------- | -------------------------- |
| Num                        | Coureur                    | Pos                        |
| 131                        | Pierre Bourquenoud (SUI)   |                            |
| 132                        | Matthias Buxhofer (AUT)    |                            |
| 133                        | Christian Charrière (SUI)  |                            |
| 134                        | Jérôme Delbove (FRA)       |                            |
| 135                        | Dominique Perras (CAN)     |                            |
| 136                        | René Stadelmann (SUI)      |                            |
| 137                        | Jochen Summer (AUT)        |                            |
| 138                        | Lukas Zumsteg (SUI)        |                            |

| Post Swiss Team POS | Post Swiss Team POS       | Post Swiss Team POS |
| ------------------- | ------------------------- | ------------------- |
| Num                 | Coureur                   | Pos                 |
| 141                 | Pierre Ackermann (SUI)    |                     |
| 142                 | Christian Sidler (SUI)    |                     |
| 143                 | Bruno Boscardin (SUI)     |                     |
| 144                 | Stephan Gottschling (GER) |                     |
| 145                 | Christian Heule (SUI)     |                     |
| 146                 | Dirk Müller (GER)         |                     |
| 147                 | Christian Poos (LUX)      |                     |
| 148                 | Marcel Strauss (SUI)      |                     |

| Gerolsteiner GST | Gerolsteiner GST           | Gerolsteiner GST |
| ---------------- | -------------------------- | ---------------- |
| Num              | Coureur                    | Pos              |
| 151              | René Haselbacher (AUT)     |                  |
| 152              | Svein Gaute Hølestøl (NOR) |                  |
| 153              | Thomas Mühlbacher (AUT)    |                  |
| 154              | Sven Teutenberg (GER)      |                  |
| 155              | Michael Rich (GER)         |                  |
| 156              | Torsten Schmidt (GER)      |                  |
| 157              | Tobias Steinhauser (GER)   |                  |
| 158              | Peter Wrolich (AUT)        |                  |

| Mercury-Mannheim Auctions ___ | Mercury-Mannheim Auctions ___ | Mercury-Mannheim Auctions ___ |
| ----------------------------- | ----------------------------- | ----------------------------- |
| Num                           | Coureur                       | Pos                           |
| 161                           | Jan Bratkowski (GER)          |                               |
| 162                           | Jamie Drew (AUS)              |                               |
| 163                           | Gordon Fraser (CAN)           |                               |
| 164                           | Christopher Horner (USA)      |                               |
| 165                           | Floyd Landis (USA)            |                               |
| 166                           | Henk Vogels (AUS)             |                               |
| 167                           | Kirk Willett (USA)            |                               |
| 168                           | Steve Zampieri (SUI)          |                               |